# Romantisme français
 (aout 2025).

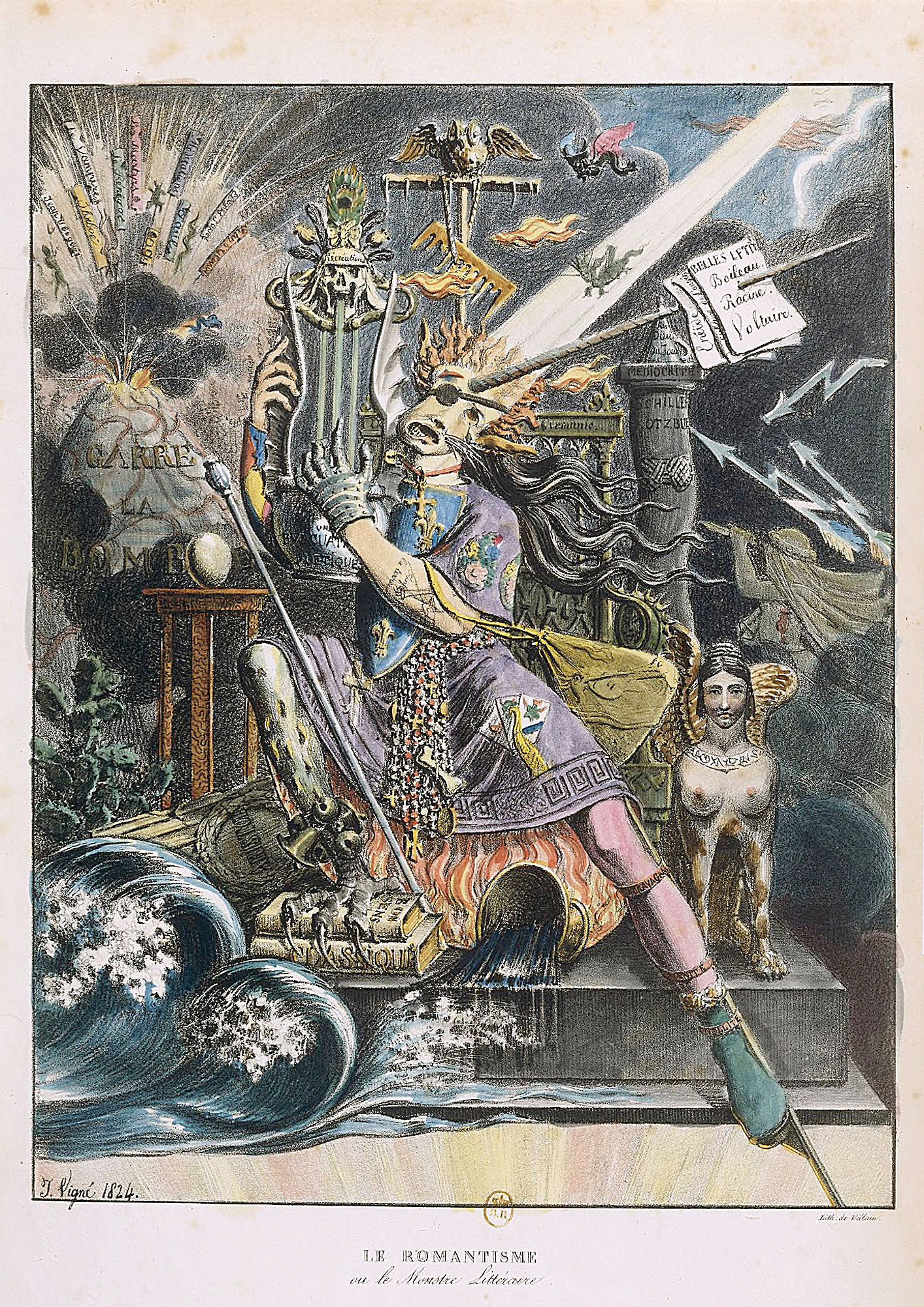
Lithographie de Joseph Vigné (1824) représentant de manière caricaturale un poète romantique comme un monstre littéraire.

Le romantisme français est l'expression, en France, du mouvement littéraire et artistique appelé romantisme. Le romantisme est un mouvement artistique européen qui a émergé en Allemagne et en Angleterre avant de se développer en France au début du XIXe siècle, avec des figures précurseurs comme Diderot, Chateaubriand et Rousseau.

## Première période: Le Préromantisme (1750-1800)

### Querelle des Anciens et des Modernes — Les drames de Diderot

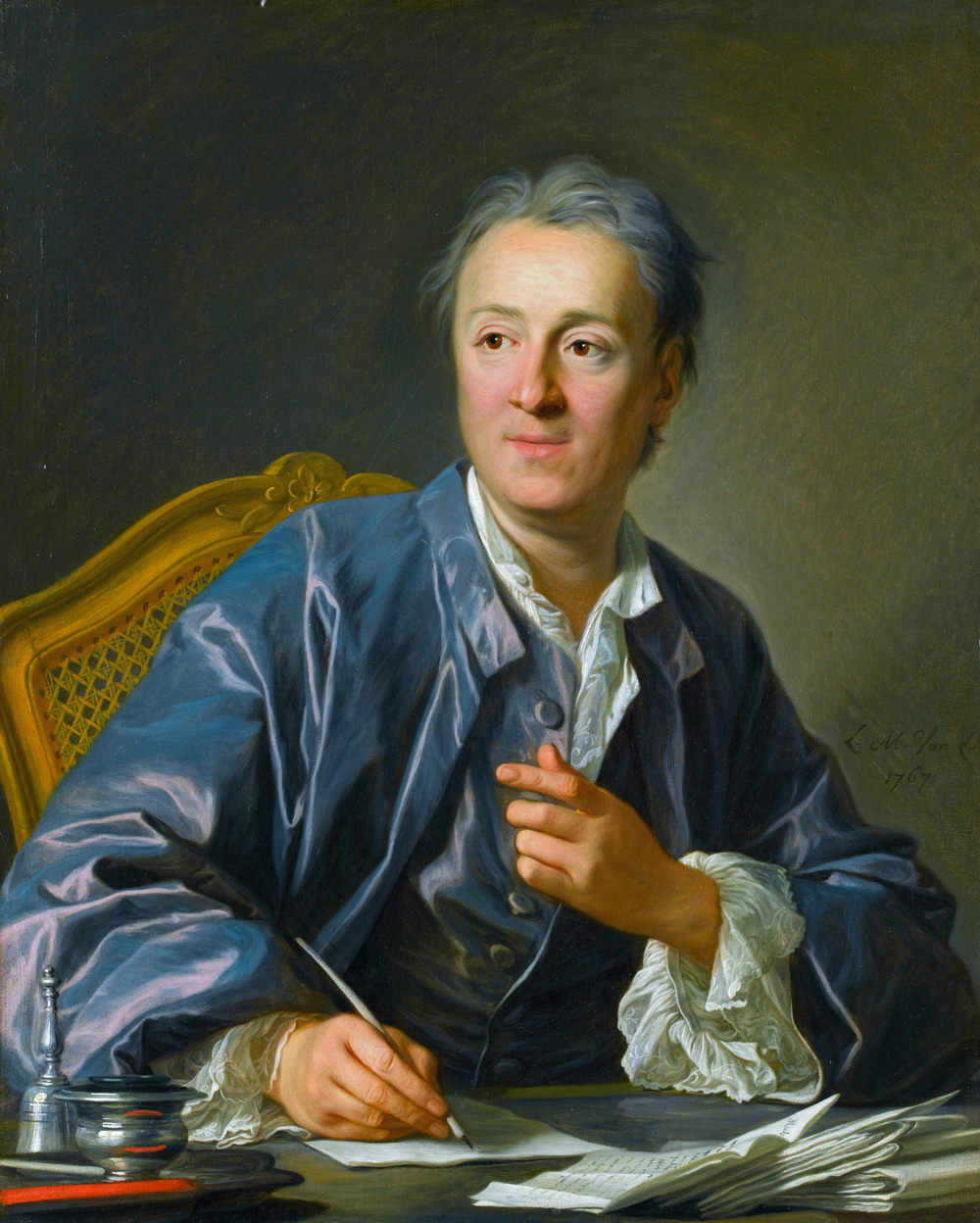
Denis Diderot par Louis-Michel van Loo (1767, musée du Louvre).

La révolte contre l'imitation de l'Antiquité avait commencé dès la fin du XVIIe siècle. Cela s'est manifesté par la Querelle des Anciens et des Modernes. Perrault, La Motte, Fontenelle, avaient porté de rudes coups à la tragédie classique. Mais le véritable démolisseur des règles sur lesquelles elle reposait est Diderot. Il s'insurge contre les prescriptions d'Aristote et d'Horace et contre les modèles classiques. Nos tragédies sont, à ses yeux, artificielles et fausses, contraires à la nature et à la vérité. Les sujets empruntés à la vie des grands, au lieu de l'être à la vie bourgeoise, sont sans intérêt pour nous. L'action est invraisemblable, car la peinture des crimes énormes et des mœurs barbares est hors de saison dans un siècle doux et civilisé. Enfin, le langage est ampoulé et déclamatoire, les costumes ridicules, la décoration absolument effroyable. Le poète dramatique devra donc prendre ses sujets dans la vie domestique; il créera la tragédie bourgeoise qui ne différera de la comédie sérieuse que par une issue tragique, qui sera fondée non plus sur les caractères mais les conditions, et qui mettra en scène non pas l'avare, le vaniteux ou l'hypocrite, mais le marchand, le juge, le financier, le père de famille. Ce changement en entraînait d'autres : la prose substituée aux vers comme étant un langage plus naturel, une plus grande variété dans le costume et le décor, plus de mouvement et de pathétique dans l'action. Mais Diderot confondait trop souvent la nature avec son réalisme puéril ; sous prétexte de morale, il donnait un sermon dialogue au lieu d'une action ; enfin sa sensibilité toujours en effusion le jetait dans un genre larmoyant et ridicule. Le double échec du Père de famille (1757) et du Fils naturel (1758) fut la condamnation de ces théories et le signal de la mort pour ses réformes.
Il faudra, pour amener en France une réaction radicale contre le Classicisme, d'autres influences plus fortes et plus profondes. Il faudra une transformation complète des façons de penser et de se sentir, qui n'était encore qu'en germe au milieu du XVIIIe siècle.

La forêt de Fontainebleau, Jean-Baptiste Camille Corot (1830). Les rêveurs du XVIIIe siècle aimaient se promener dans la nature. C'est dans cette forêt que Musset puisa l'inspiration de Souvenir, l'un de ses plus beaux poèmes. (National Gallery of Art, Washington, DC).

### La transformation des idées et des mœurs
Avant de connaître la Clarisse Harlowe de l'Anglais Richardson et le Werther de l'Allemand Gœthe, on avait écrit en France, au XVIIIe siècle, des romans, pour la plupart fort médiocres et bien vite oubliés, mais qui témoignent que vivre et peindre la vie ce n'était pas seulement comme le XVIIe siècle avait semblé le croire, analyser et raisonner ; c'était aussi « écouter la voix du cœur », « goûter les délices du sentiment », éprouver « la sensibilité d'un cœur aussi violent que tendre », chérir « le poison des passions qui dévorent », ou leurs « tristes douleurs qui ont leur charme », se laisser prendre à « la sombre mélancolie d'un séjour sauvage », se livrer aux « attraits du désespoir », et même « chercher le tragique repos du néant ». Le Sidney de Gresset (1745), comme le Cleveland de l'abbé Prévost ou son Doyen de Killerine (1735), promènent au long de leur aventureuse destinée d'incurables maladies de l'âme sans raison ni remède, un fond secret de mélancolie et d'inquiétude, un « besoin dévorant », une « absence d'un bien inconnu », un vide, une désespérance qui les traîne de l'ennui à la mélancolie et à la lassitude de vivre.

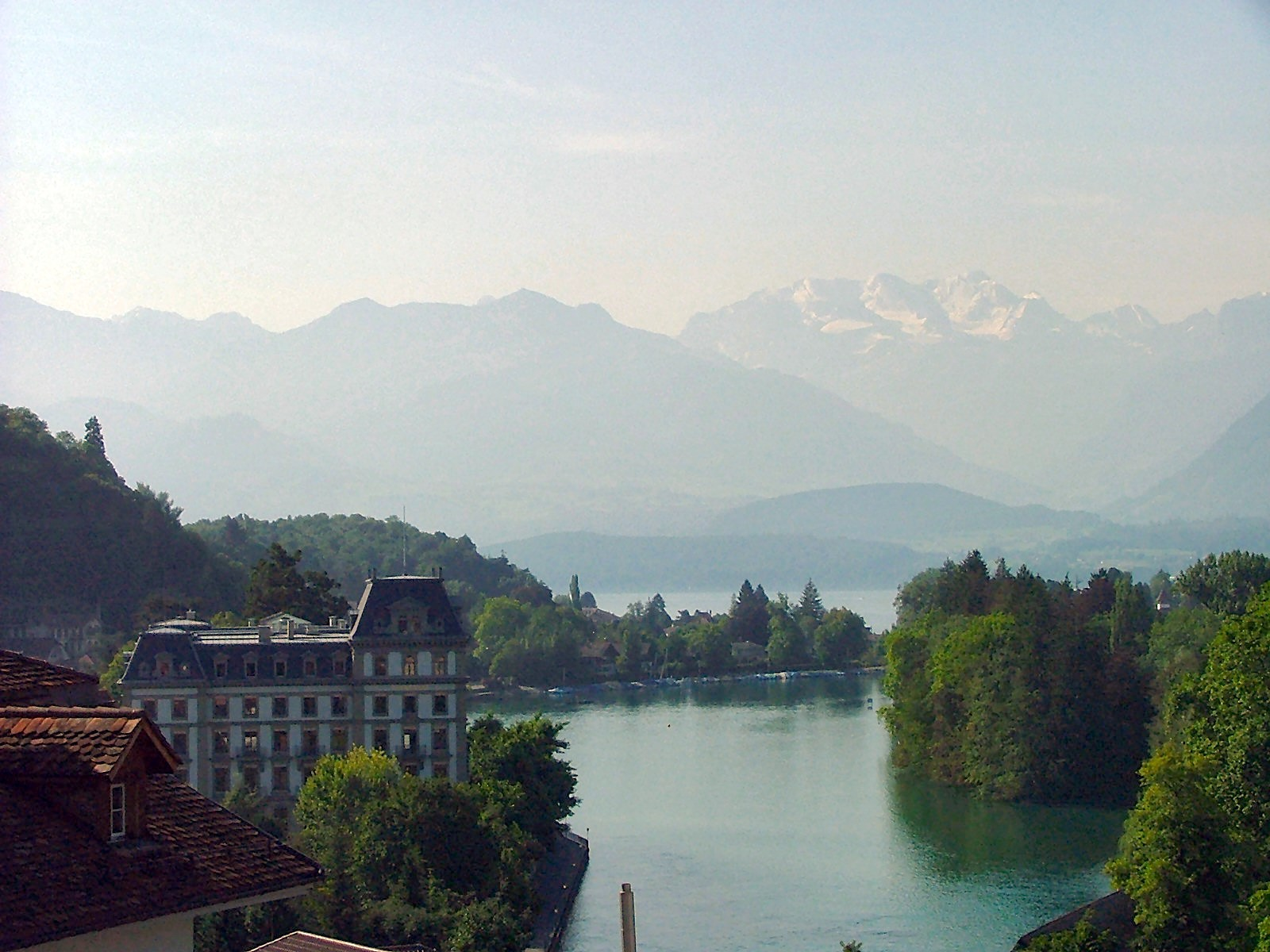
Le lac de Thoune, dont les rives furent si prisées.

La nature elle-même que l'on aime, ce n'est plus la nature sage et rangée, sans exubérance ni imprévu. Le goût se développe de la vraie nature avec ses caprices et même sa sauvagerie. Les promeneurs sont nombreux au XVIIIe siècle, pour le plaisir du grand air d'abord, mais aussi pour des joies poétiques et des contemplations émues. On goûte déjà le clair de lune, le son du cor au fond des bois, les landes, les étangs et les ruines. Meudon, Montmorency, Fontainebleau deviennent l'asile des amants, le refuge des cœurs déçus et désespérés. On commence à connaître une autre vie que celle des salons, et beaucoup de grandes âmes vont chercher dans la nature « des conseils pour vivre, des forces pour souffrir, des asiles pour oublier ». Qu'on ouvre pour s'en convaincre la correspondance de Mlle de Lespinasse, de Mme d'Houdetot ou de la comtesse de Sabran.
Bientôt, même la France des plaines et des collines, la France de l'Île-de-France ne suffit plus. On va chercher en Suisse et dans la montagne des émotions plus fortes et des frissons nouveaux. Dès 1750, un poème du Suisse Haller, les Alpes dont la traduction est fort goûtée, évoque des splendeurs ignorées ou méconnues. On commence par les lacs Léman, de Bienne et de Thoune et les altitudes moyennes ; puis on s'élève jusqu'aux glaciers, on affronte les neiges éternelles. On y va chercher les plus sublimes exaltations : « Les mots ne suffisent plus, écrit un voyageur, et les métaphores sont impuissantes pour rendre ces bouleversements. Que les chœurs de nos cathédrales sont sourds près du bruit des torrents qui tombent et des vents qui murmurent dans les vallées ! Artiste, qui que tu sois, va voguer sur le lac de Thoune. Le jour où je vis pour la première fois ce beau lac faillit être le dernier de mes jours ; mon existence m'échappait ; je me mourais de sentir, de jouir ; je tombais dans l'anéantissement. »

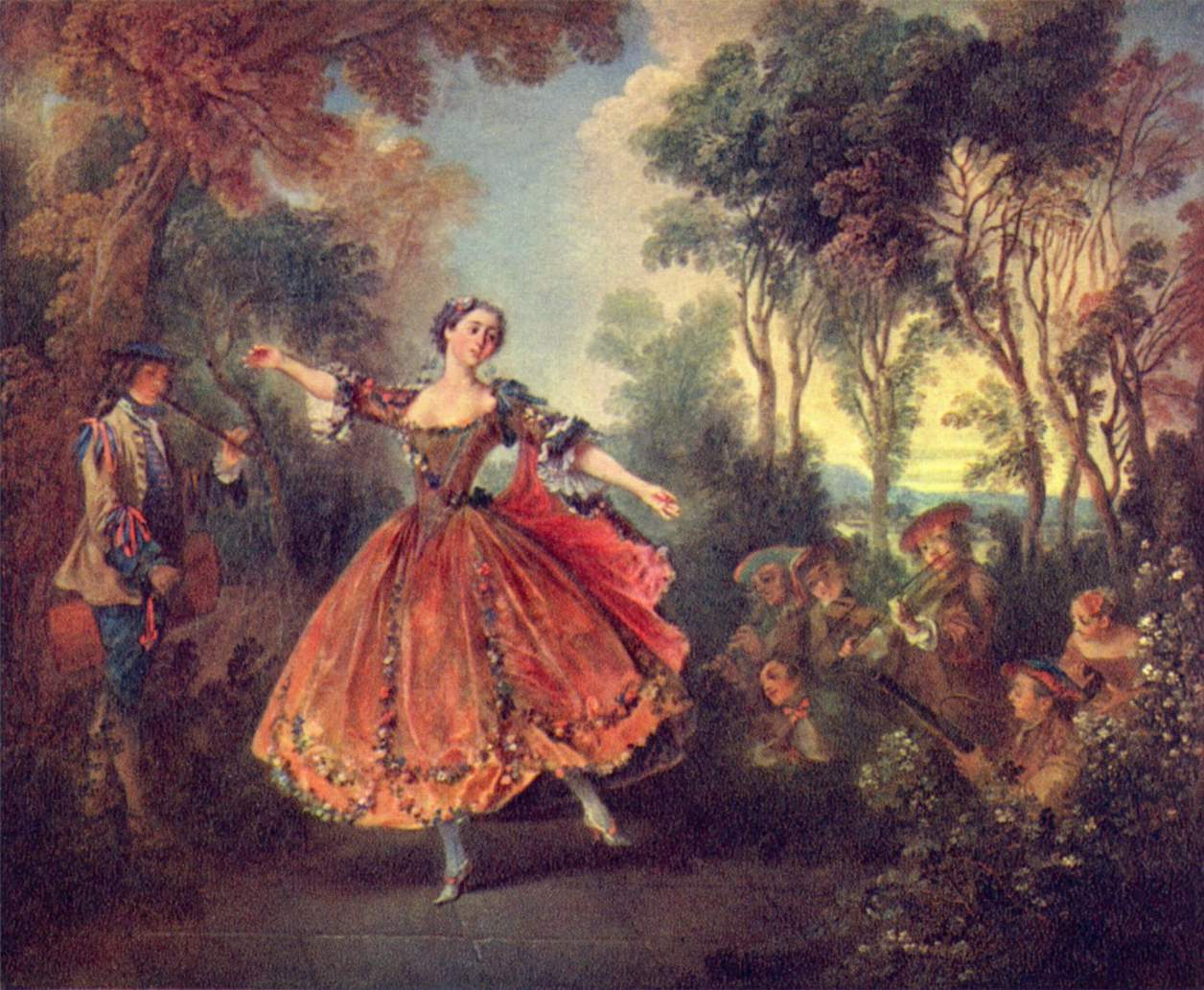
Nicolas Lancret : La Camargo dansant (vers 1730) La grâce libre et la fantaisie capricieuse des décors champêtres de Lancret et de Watteau étaient très goûtées au milieu du XVIIIe siècle. Après 1750, ce furent les rocs tourmentés, les tempêtes, les vagues en furie de Claude Joseph Vernet qui eurent la faveur. (Wallace Collection, Londres).

Gagnés par ces influences, les propriétaires de parcs ou de maisons de campagne veulent chez eux d'autres décors. Bien bourgeois est le sage jardin d'Auteuil où le jardinier Antoine « dirige l'if et le chèvrefeuille » de Boileau et aligne ses espaliers ; bien froid l'ordre somptueux de Versailles et les parterres à la française des élèves de Le Nôtre. Ce qui plaît, c'est, au milieu du siècle, la grâce libre et la fantaisie capricieuse des décors champêtres que Watteau et Lancret donnent comme fond à leurs tableaux, et, après 1750, les rocs tourmentés, les torrents écumants, les tempêtes, les vagues en furies, les naufrages, toutes les « sublimes horreurs » que l'on retrouve dans les tableaux de Claude Joseph Vernet, et que lui commande ses clients : « une tempête bien horrible », désire l'un, et un autre : « des cascades sur des eaux troubles, des rochers, des troncs d'arbres et un pays affreux et sauvage. »

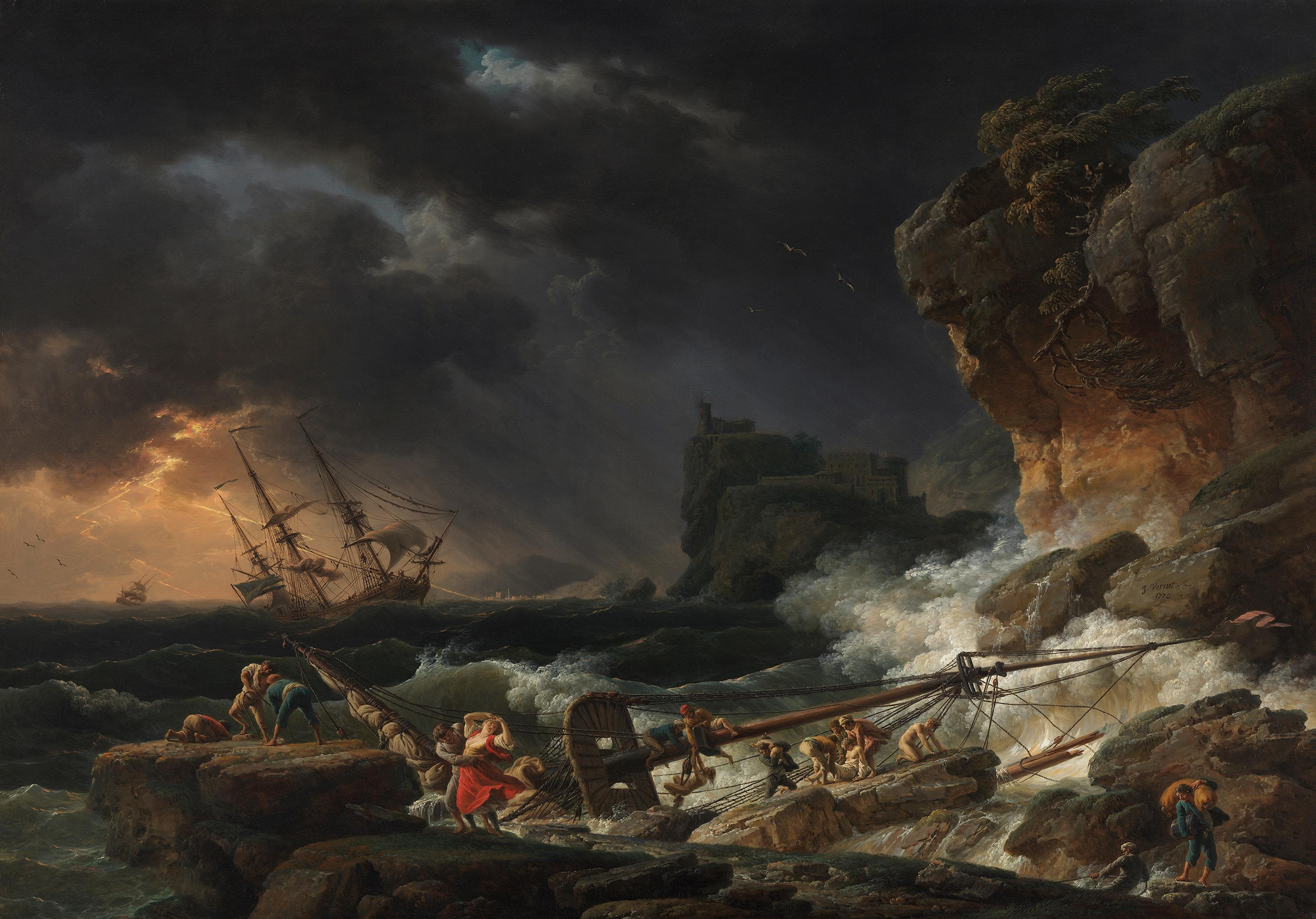
Claude Joseph Vernet : Tempête de mer avec épaves de navires. Les « sublimes horreurs » de Vernet plurent beaucoup au public dans la deuxième moitié du XVIIIe siècle (Ancienne Pinacothèque de Munich).

Aussi voit-on se développer la mode des jardins anglais aux allées capricieuses et aux scènes imprévues ; on se presse à Ermenonville et à Bagatelle, qui sont les modèles du genre. Avec la fantaisie, le caprice et le désordre, on y prodigue tout ce qui peut séduire les « âmes tendres » et alimenter la rêverie : des émotions douces et pastorales d'abord, chaumières, laiteries, vaches majestueuses et lentes, moutons bêlants, — décors des Idylles de Gessner et de bergerades de Florian ; mais aussi des invitations à la mélancolie : déserts et entassements de rochers, « bosquets de la rêverie » et ermitages, « ponts du diable » et « cavernes de Young », « fabriques » émouvantes évoquant la poésie du passé et portant les âmes à des « contemplations sublimes », vieux châteaux, ruines d'abbayes, tombeaux d'amants, forêts enchantées. « Voluptueux, solitaires, sauvages, tendres, mélancoliques, agrestes, rustiques », les jardins du temps ont déjà tous les « vallons » et tous les « lacs », tous les « automnes » et tous les « isolements » des Méditations de Lamartine. Il ne leur a manqué que d'avoir d'autres chantres que Feutry et Colardeau.

### Le retour au Moyen Âge
En même temps que le goût de la nature vraie ou embellie par des ruines, se développe le goût du Moyen Âge et de nos antiquités nationales. Grâce surtout au comte de Tressan, qui donne en 1782 ses Extraits des romans de chevalerie, la mode vient aux « troubadours » et à la littérature « gauloise ». Les romans et les romances du « bon vieux temps » apportent aux âmes sensibles leur « courtoisie », leur « naïveté » et « les grâces du vieux langage ». La Bibliothèque des romans et la Bibliothèque bleue prodiguent à leurs lecteurs des extraits et des adaptations des Quatre fils Aymon, de Huon de Bordeaux, des Amadis, de Geneviève de Brabant et de Jean de Paris. Villon et Charles d'Orléans ont été déjà tirés de l'oubli, le premier en 1723, le second en 1734. Marot, qui n'a jamais été oublié, connaît un regain de faveur. Les poèmes, contes, romans et nouvelles s'emplissent de chevaliers, de tournois, de palefrois et de damoiselles, de castels et de pages.

### L'influence anglaise
Les influences étrangères ont été profondes sur ce mouvement préromantique, surtout celle de l'Angleterre.
Les Anglais nous avaient fourni, avant 1760, par l'intermédiaire de Voltaire et de Montesquieu, des théories de liberté politique et de gouvernement constitutionnel. Mais d'Holbach, Helvétius et les Encyclopédistes n'avaient pas tardé à aller plus loin qu'Addison et Pope, et, après 1760, le prestige de la philosophie et du libéralisme anglais était tombé. L'Angleterre n'est plus, dans la deuxième partie du siècle, que le pays de Richardson, de Fielding, de Young et d'Ossian. Les deux premiers surtout font la conquête des âmes sensibles, et quand Diderot écrit d'une seule haleine et dans le délire de l'enthousiasme son  Éloge de Richardson, il ne fait que dire avec éloquence ce que pensent tous les Français. « Sans doute ni Clarisse ni les autres héroïnes anglaises ne sont des héroïnes romantiques ; elles ne réclament pas les droits de la passion ; elles ne souffrent pas du mal du siècle. Mais elles se passionnent, même quand elles raisonnent ; et quand elles aiment ou résistent à l'amour c'est de toutes les forces de leur être. Elles sont de celles dont le cœur brûle. L'incendie gagna tous les cœurs français ». (Mornet).
On goûta le théâtre anglais avec le même zèle que les romans. Pourtant Shakespeare fut âprement discuté, Voltaire le traitait de fou, et Rivarol et La Harpe pensaient à peu près comme lui. Cependant l'acteur Garrick, très à la mode, joua dès 1751 des fragments d’Hamlet dans les salons et fit pleurer les spectateurs sur les amants de Vérone, sur le Roi Lear « errant dans le sein des forêts » et sur « le cœur brisé d'Ophélie ». Les traductions et les imitations se multiplièrent ; Roméo et Juliette et Othello surtout devinrent populaires.

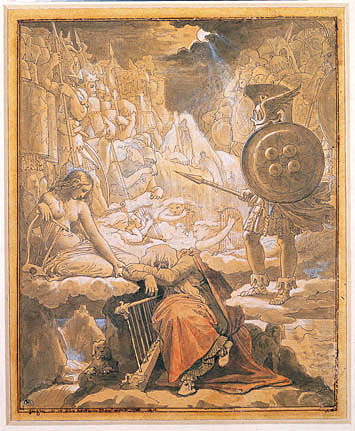
Ingres, Le Songe d'Ossian, 1812.

Avec les drames de Shakespeare, c'est l'âme anglaise elle-même qui conquiert les âmes françaises, âme sombre et sauvage, toute pleine de brume, de mystère et de spleen, mais profonde, et qui sait découvrir ce qui ébranle fortement l'imagination et jette l'âme dans une espèce de vague obscure et menaçant.
Quelques Français avaient déjà aimé avant cela la paix solennelle des tombeaux et des morts ; mais ils ne l'avaient chantée que timidement ou gauchement. Ce furent les Anglais Hervey, Gray et surtout Young qui mirent dans cette poésie sépulcrale les affres du désespoir et les sombres plaisirs d'un cœur lassé de tout. Les Nuits de Young, méditations oratoires et monologues prolixes où la rhétorique et l'artifice abondent, eurent un succès retentissant, lorsque Le Tourneur en donna en 1769, la traduction en une prose plus emphatique encore, mais surtout plus lugubre que les vers de l'original. On crut que Young avait raconté sa propre histoire, et l'on versa des larmes sur ce père qui, dans la nuit profonde, à la lueur incertaine d'une lanterne, avait creusé de ses mains le tombeau de sa fille bien-aimée.
Grâce à ces influences et malgré les railleries de Voltaire, le « genre sombre » se créa peu à peu. Les héroïdes de Dorat et de Colardeau, les romans et nouvelles de Baculard d'Arnaud (les Epreuves du sentiment, les Délassements de l'homme sensible, les Époux malheureux), les Méditations et l'homme sauvage de Louis-Sébastien Mercier sont remplis de tempêtes, d'antres funèbres, de crânes et de squelettes ; au « chaos des éléments » se mêlent « les fureurs de la démence, la frénésie des crimes et les abîmements du repentir ». « Mes cris étaient des hurlements, dit le héros d'un de ces romans ; mes soupirs des efforts de rage, mes gestes des attentats contre ma personne… »
À cette mélancolie, à ce genre sombre, il fallait un décor approprié. Ce fut Macpherson qui l'apporta. Dans les Poèmes d'Ossian, on trouva les horizons et les dieux du Nord, les brumes légères et glacées, les tempêtes auxquelles se mêlent la voix des torrents, les vents déchaînés et les fantômes. Dans Ossian s'épanouissait tout ce que la littérature du Nord renferme de visions funèbres et d'étranges splendeurs. Et nous devons noter ici qu'on ne distinguait pas alors entre la Gaule, l'Irlande, l'Écosse, le Danemark, la Norvège, entre les pays celtiques et les pays germaniques, et qu'on admira tous les « bardes », depuis les druides gaéliques jusqu'à ceux des sagas scandinaves.
Cet engouement pour les littératures étrangères était souvent, hâtons-nous de le dire, fort prudent et mitigé. Le goût du sombre, le « galimatias lugubre et sépulcral » et les bardes mêmes d'Ossian ont été discutés, tout au moins jusqu'à la Révolution, et si on s'engouait du « barbare » et du « sauvage », c'était à condition qu'ils fussent un peu léchés. Les traductions de Shakespeare par Le Tourneur, si elles étaient assez fidèles pour le fond, corrigeaient ce qu'il appelait les « trivialités » et les « grossièretés » du style ; et les « adaptations » de Ducis qui firent fortune ne sont souvent que de pâles et mensongères contrefaçons. Rien même ne subsistait dans ses adaptations de ce que les drames de Diderot ou de Baculard avaient osé ; le mouchoir d'Othello n'est plus qu'un billet, l'oreiller qui étouffe Desdémone n'est plus qu'un poignard, l'action se déroule en vingt-quatre heures comme le veut Aristote. Les traductions de Young, d'Ossian, de Hervey par Le Tourneur, qui firent sa gloire, ne furent guère, elles aussi, que d'adroits mensonges. Elles ne se contentent pas d'user d'un style trop prudent ; elles taillent, suppriment, transposent, recousent ; si bien que les sublimes horreurs et les beaux désordres qu'on y croit trouver ne sont plus que les effets d'un art tout classique et pénétré d'esprit français. » (Mornet).
Au vrai, Shakespeare, Young et Ossian, les Anglais, les Celtes, les Scandinaves, ont exercé en France une impression bien moins profonde que dans les pays germaniques. On ne les goûtait chez nous que dans des traductions édulcorées, et encore les goûtait-on moins que les tendres idylles et les douces pastorales de Gessner, le « Théocrite allemand ».

### L'influence allemande
Il pourrait sembler que l'influence de l'Allemagne, où le mouvement romantique a été si précoce et si bruyant, se soit fait sentir de bonne heure en France. Il n'en est rien. L'Allemagne était généralement ignorée, où même méprisée avant 1760. Pour la plupart des Français, elle était le pays de Candide, du château de Thunder-ten-tronckh, des marais puants, des barons stupides, des baronnes pesantes et des Cunégondes naïves. Voltaire, qui avait pu connaître les Allemands, et qui croyait avoir des raisons de s'en plaindre pensait qu'ils n'étaient que des rustres. Peu à peu, on s'aperçut que ce pays avait produit « quelques grands hommes » ; on adopta d'abord Wieland, mais ses œuvres ne rendaient guère aux Français que ce que les Français lui avaient prêté. On prit contact ensuite avec Klopstock et sa Messiade ; on connut Gellert et Hagedorn ; on trouva que les Allemands étaient moins « rustres » que « rustiques » ; on admit qu'ils étaient « naïfs », et par conséquent sensibles et vertueux ; on goûta la bonhomie allemande et la paix des villages à l'ombre des tilleuls et des clochers.
Ce n'est qu'à la fin du siècle que Schiller et Gœthe révèlent une autre Allemagne, plus ardente et plus romantique. On traduit les Brigands ; Werther tient tout de suite les Français sous le charme. Les traductions et les adaptations se succèdent de 1775 à 1795 ; vingt romans mènent l'amour jusqu'au suicide, ou du moins jusqu'au désespoir de vivre, jusqu'à l'horreur de la destinée. Les jeunes filles même rêvent de lire Werther, le lisent et en ont la tête tournée. La neurasthénie devient à la mode ; on se donne la mort par dégoût de la vie, tel ce jeune homme qui vint se tuer d'un coup de pistolet dans le parc d'Ermenonville, devant le tombeau de Rousseau.

### Jean-Jacques Rousseau
Ni l'influence anglaise et ni l'allemande, ni l'influence du Moyen Âge, ne suffisent pour expliquer le romantisme français. Une autre les éclipse, celle d'un génie qui, en les recueillant, leur a ajouté les richesses de sa puissante personnalité et a entraîné irrésistiblement notre littérature dans des voies nouvelles. Cet homme, c'est Rousseau (1712-1778).
Il n'a pas découvert les littératures septentrionales ; on les connaissait avant lui. Mais, plus que quiconque, il a habitué les âmes françaises à sentir un peu à la manière des Allemands et des Anglais, élargissant ainsi le champ encore restreint de notre imagination.
Et surtout, il a imposé sur notre littérature le sceau de son extraordinaire tempérament. Par là, il a fait à lui seul une révolution. Il a réinstallé d'emblée le sentiment là où depuis plus d'un demi-siècle ne régnait que l'intelligence. Avec lui, la littérature devient épanchement du cœur, elle qui depuis longtemps n'était plus qu'expression de l'esprit. Poésie, éloquence, lyrisme, pénètrent dans la prose même, alors qu'ils n'avaient plus place, même dans les vers. C'est un grand élargissement de l'horizon.

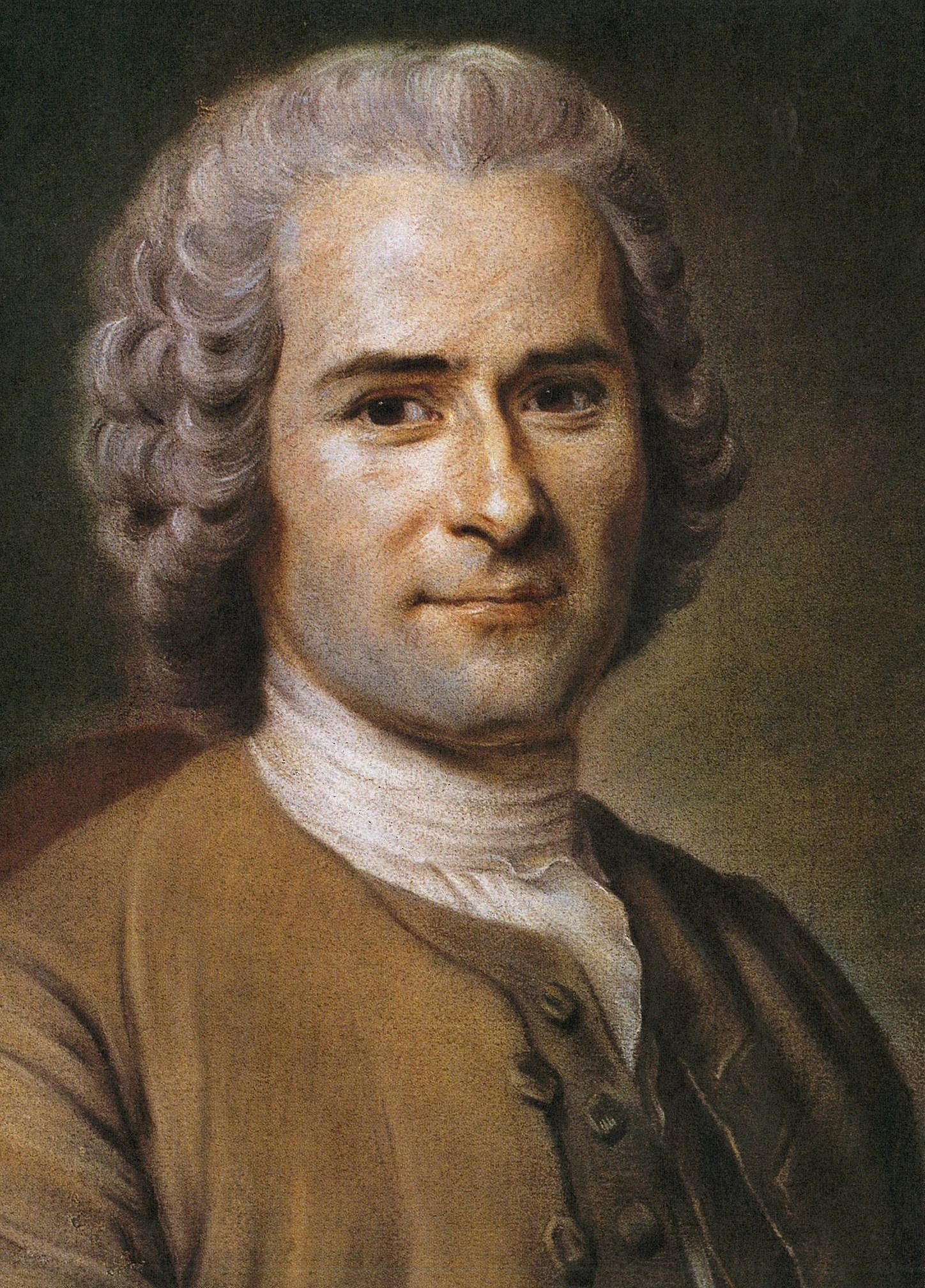
Portrait de Rousseau (1753) par Quentin de La Tour (1704-1788)

Fils d'un calviniste de Genève, élevé en dehors des influences monarchiques et catholiques, Rousseau croit d'instinct à la liberté et à l'égalité naturelles. De caractère indépendant, impatient de toute discipline, ennemi de toute tradition, il est exagérément individualiste. En perpétuelle révolte contre la société de son temps, il renverse toutes les barrières qui contraignent son moi. Et il défend d'autant plus ce moi, que son tempérament exige toutes les libertés et toutes les jouissances.
Il étend, suivant ses propres expressions, « son âme expansive » à tous les objets qui l'environnent, et projette son moi sur toute la nature matérielle et morale. Il est lui-même la substance, l'occasion et la fin de ses écrits. Ce que racontent surtout sa Nouvelle Héloïse (1760), son Émile (1762), ses Confessions et ses Rêveries (1782), c'est le drame intérieur de sa personnalité qui se construit et s'affirme, s'exalte ou se perd à travers le tumulte de ses passions et de ses raisonnements, de ses tentations et de ses idées, de ses rêves et de ses expériences, toujours inquiète d'ailleurs, toujours tyrannisée par « le sentiment plus prompt que l'éclair ». La raison est chez lui l'humble servante de la sensibilité, car il est sensitif à un degré rare, et c'est par là surtout qu'il se distingue de ses contemporains : « Au milieu de gens occupés à penser, il s'occupe à jouir et à souffrir… D'autres étaient arrivés par l'analyse à l'idée du sentiment ; Rousseau, par son tempérament, a la réalité du sentiment ; ceux-là dissertent, il vit. » (Lanson).
L'expression suprême de cette personnalité et de cette sensibilité l'a mené tout naturellement au lyrisme, et c'est surtout par l'éloquence de ce lyrisme que Rousseau a coopéré à la révolution de la littérature. « Il a tellement secoué et bercé à la fois l'ancien monde qu'il semble l'avoir tué sans cesser de le caresser. Il lui a prouvé qu'il était absurde et l'a enivré de théories, de rêves, de déclamations séduisantes et de phrases qui étaient des strophes. Cet écrivain qui était un musicien, ce philosophe qui était un poète, ce mage qui était un magicien, était surtout un enchanteur dont les idées avaient sur les hommes la force qu'ont d'ordinaire les passions, parce qu'elles étaient toutes, en effet, mêlées de sentiment et de passion ardente et fougueuse. Les idées de Rousseau sont comme des idées sensuelles. » (Faguet).
Par tout cela, c'est lui le vrai père du romantisme, bien plus que ceux qu'on va chercher au-delà du Rhin et de la Manche. Toute la mélancolie de René, d'Oberman et de Lamartine découle de la sienne, et Musset ne fera que le traduire dans les cris de sa passion.
Rousseau n'a pas seulement rouvert la source des larmes ; il a dessillé les yeux de ses contemporains. Cristallisant les tendances qui commencent à se manifester, il a forcé les Français du XVIIIe siècle à voir la nature mieux qu'ils ne le faisaient ; il leur a appris à regarder le paysage avec tous ses accidents, ses perspectives et ses valeurs de tons, à le sentir, et à encadrer, pour ainsi dire, leurs sentiments dans l'univers. Dès lors le drame de la vie humaine eut son décor, et c'est là une des plus grandes découvertes de la sensibilité lyrique.
Il a détaillé dans leur pittoresque familiarité les maisons champêtres avec leur laiterie, leur basse-cour, leur vie bruyante et joyeuse, les coqs qui chantent, les bœufs qui mugissent, les chariots qu'on attelle. Il a souvent rêvé d'une petite maison blanche aux contrevents verts avec des vaches, un potager, une source.
Il a dit magnifiquement à son siècle la « splendeur des levers de soleil, la sérénité pénétrantes des nuits d'été, la volupté des grasses prairies, le mystère des grands bois silencieux et sombres, toute cette fête des yeux et des oreilles pour laquelle s'associent la lumière, les feuillages, les fleurs, les oiseaux, les insectes, les souffles de l'air. Il a trouvé pour peindre les paysages qu'il avait vus une précision de termes qui est d'un artiste amoureux de la réalité des choses. » (Lanson).
Il a découvert aux Français la Suisse et les Alpes, les profondes vallées et les hautes montagnes. Le succès de la Nouvelle Héloïse fait celui du lac Léman ; on y va chercher les traces de Julie et de Saint-Preux, et on suit celles de Rousseau lui-même à Clarens, à Meillerie, à Yverdon, à Môtiers-Travers et au lac de Bienne.
Il ne faut pas se tromper sur les disciples de Rousseau. Il en a eu tout de suite : Saint-Lambert et ses Saisons, Roucher et ses Mois, Delille avec ses Jardins, son Homme des champs, ses Trois Règnes de la Nature, Bernardin de Saint-Pierre surtout avec la Chaumière indienne, Paul et Virginie et les Harmonies de la nature, ont donné, dès la fin du siècle, des variations sur quelques-uns des thèmes lancés par le maître. Mais la véritable postérité de Rousseau n'apparaîtra que quarante ans plus tard : ce sera le grand orchestre romantique. Les préoccupations des dernières années du XVIIIe siècle donneront en effet le pas aux idées philosophiques et politiques, et le grand éclat de la Révolution laissera dans l'ombre les spéculations littéraires. Rousseau idéologue gouvernera avec Robespierre, mais Rousseau musicien ne chantera pas au temps de la guillotine.

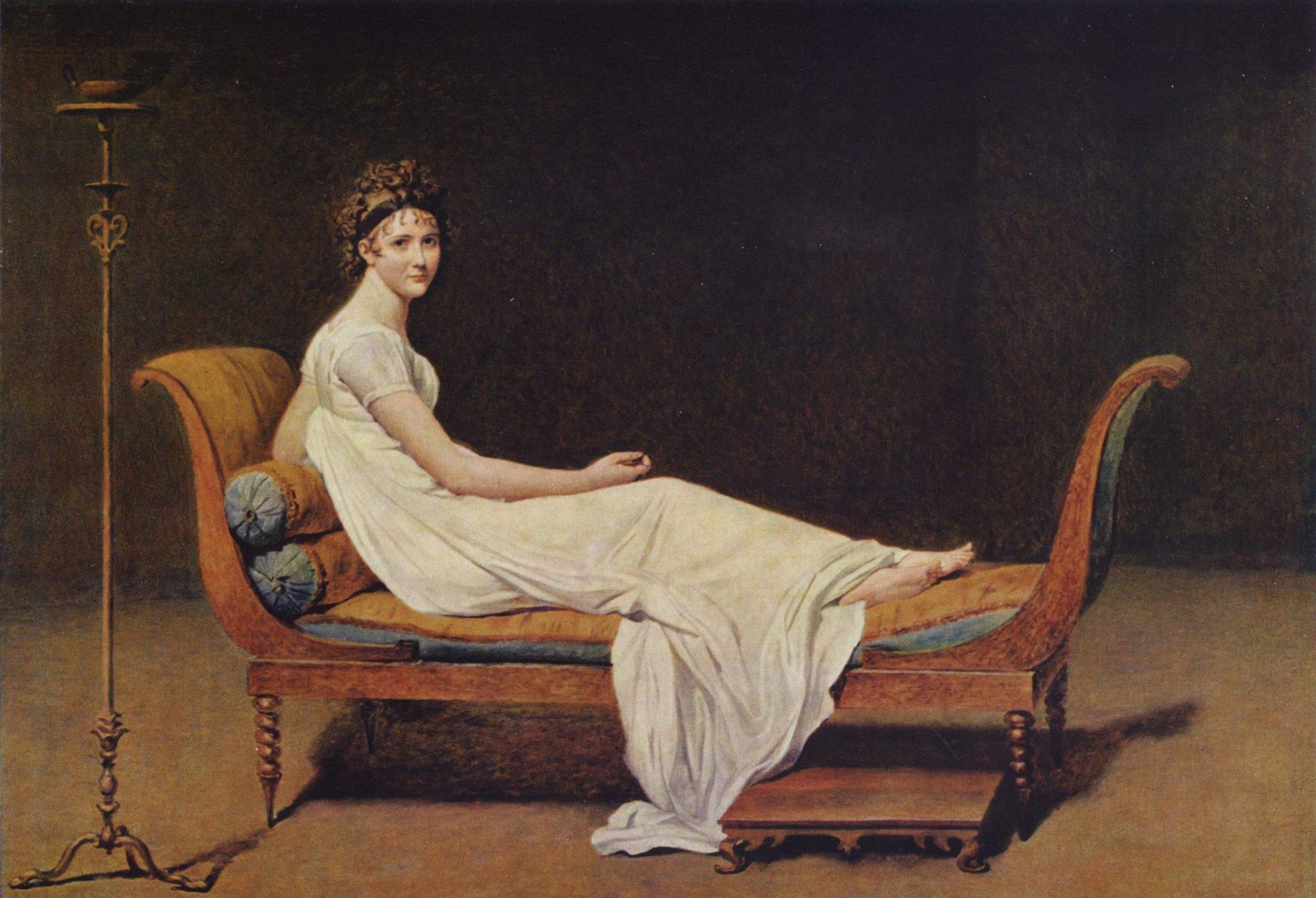
Portrait de Mme Récamier par David (1800). Célèbre par sa beauté, Mme Récamier (1777-1849) attira dans son salon les hommes les plus marquants de son époque. Chateaubriand fut un de ses principaux adorateurs (musée du Louvre).

## Deuxième période: Chateaubriand et Germaine de Staël (1800-1820)

### La littérature de laRévolution
L'époque révolutionnaire n'est pas, on le conçoit sans peine, une grande époque littéraire ; les préoccupations des esprits allaient alors autre part qu'à la littérature ; l'action étouffait le rêve.
De plus, si la période révolutionnaire, à cause de la multiplicité des événements et de leur importance, paraît immense, elle n'a été en réalité que de douze ans, et ce n'est pas en douze ans qu'une littérature se renouvelle, même quand elle a déjà donné des signes de transformation.
À l'exception de Marie-Joseph Chénier, l'auteur de Charles IX, la Révolution n'a pas un nom de poète à citer (les œuvres d'André Chénier ne seront connues qu'en 1819).

### La Littérature de l'Empire
Sous l'Empire, Napoléon, qui ne considérait les poètes que comme des accessoires de sa gloire, nécessaires pour la chanter, chargea le grand maître de l'Université, M. de Fontanes (faciunt asinos, ils font des ânes, disaient les mauvais plaisants), de lui découvrir des Corneille ; mais on ne découvrit que Luce de Lancival, correct auteur d'Hector.
Pendant que Gœthe et Schiller illuminaient l'Allemagne, que Byron révolutionnait littéralement l'Angleterre, que tant de nouveaux horizons s'ouvraient chez les nations voisines, la France ne pouvait montrer que des attardés d'une époque antérieure et de pâles décalques des maîtres : en poésie, des conteurs, des anecdotiers, des demi-élégiaques comme Fontanes (le Jour des Morts à la campagne), Andrieux (le Meunier de Sans-Souci), Arnault (Fables) : au théâtre, les tragédies pseudo-classiques de Népomucène Lemercier, d'Étienne de Jouy ou de Raynouard.

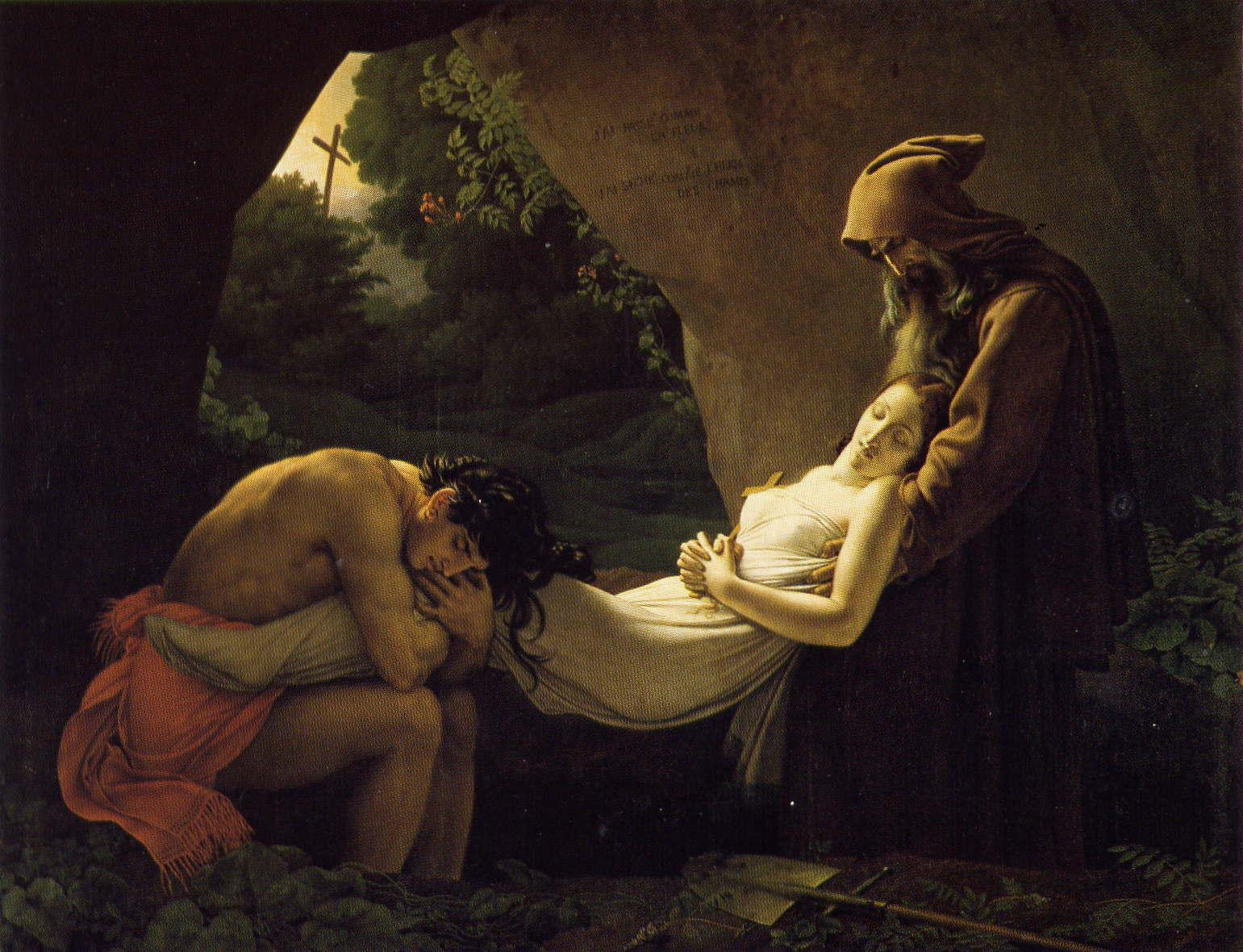
Girodet-Trioson (1767-1824) : Les Funérailles d'Atala (1808). Par la correction et l'élégance du dessin, cette toile rappelle les tendances de l'école de David, mais rend bien aussi l'effet romantique que Chateaubriand, au retour des rives de l'Ontario et du Meschacébé, avait inauguré dans la littérature (musée du Louvre).

### Chateaubriand
Heureusement, en marge de la littérature officielle vivait une autre littérature. Le courant issu de Rousseau n'était pas tari, et ses jaillissements, pour n'être intermittents, n'en étaient que plus impétueux.

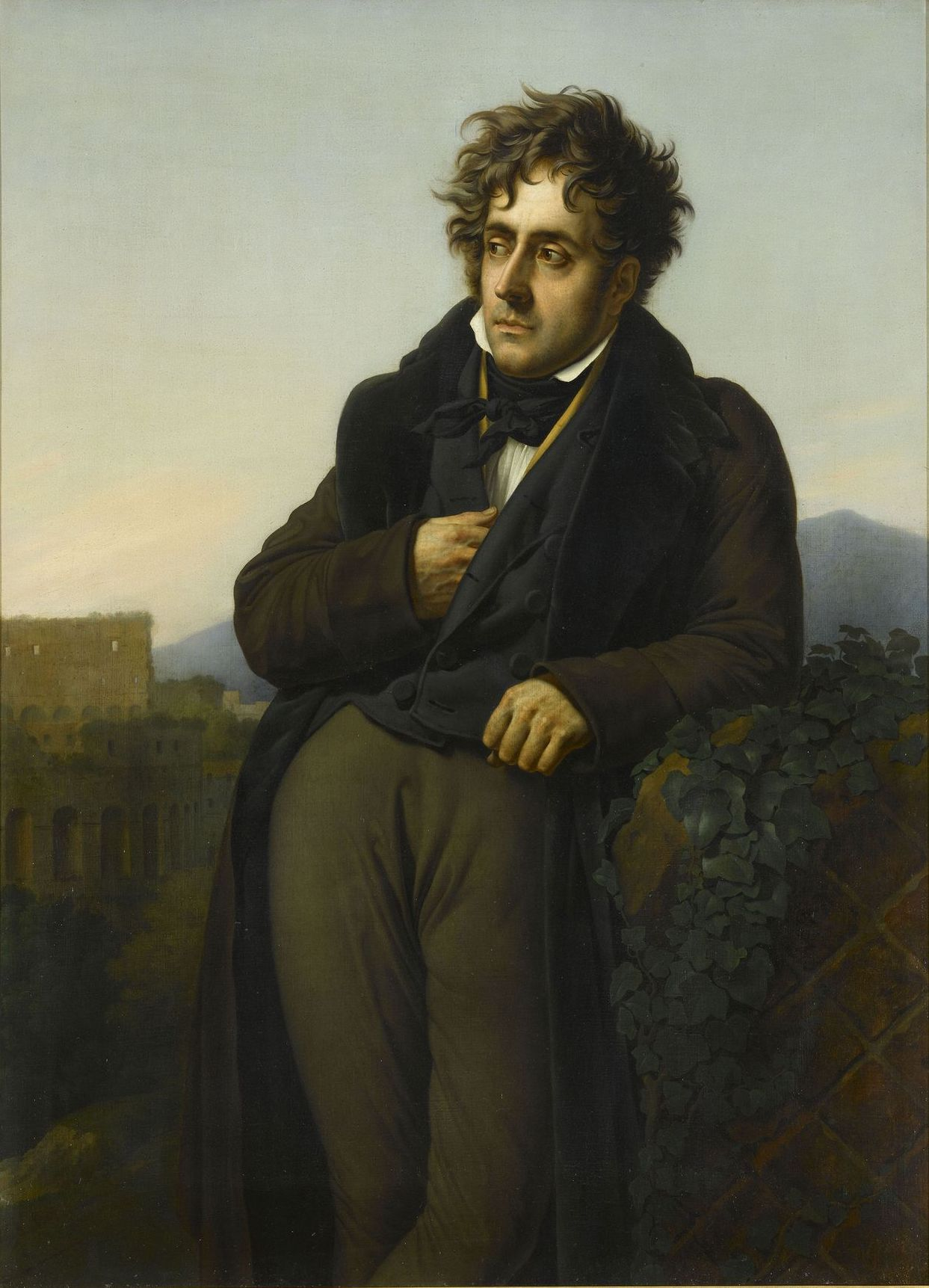
Portrait de Chateaubriand par Girodet (musée d'histoire de Saint-Malo).

Chateaubriand (1768-1848) fit paraître coup sur coup Atala (1801), le Génie du christianisme (1802), René  (1802), Les Natchez, Les Martyrs (1809) la traduction du Paradis perdu de Milton, et ce fut une merveilleuse explosion d'imagination et de lyrisme. « Amant passionné de tout genre de beauté, admirateur ravi des solitudes du Nouveau-Monde, de l'Orient, de la Grèce, de Rome, de l'Italie, très versé dans l'Antiquité grecque et latine, lisant Homère avec délices, Virgile avec charme, comprenant d'instinct et comme d'intuition le Moyen Âge avec Dante et la Renaissance avec Pétrarque, surtout, mieux que la personne, la vraie et solide beauté des classiques du XVIIe siècle, il vint comme révéler à ses compatriotes un monde nouveau qui était le monde entier » (Faguet). Par son exemple, il les invite dans les Natchez (Amérique), dans l'Itinéraire de Paris à Jérusalem (Orient), dans les Martyrs (monde antique, monde celtique, Germanie primitive), à pénétrer la poésie des lieux et des temps les plus éloignés et à l'exprimer, introduisant un art cosmopolite à la place d'un art trop exclusivement national.
Par son exemple encore, il les invite, dans Atala, dans René, à puiser aux sources profondes du cœur la vraie émotion, mélancoliques le plus souvent, car « aller jusqu'au fond de tout, comme dira Germaine de Staël, c'est aller jusqu'à la peine », mais surtout personnelles, individuelles, originales, c'est-à-dire vraiment vivantes. Par ses leçons enfin et par ses théories exposées dans le Génie du Christianisme, il disait au XIXe siècle qui s'ouvrait quelque chose qui peut se résumer ainsi : Malgré d'excellents génies et d'admirables œuvres, que je sais goûter plus que personne, vos pères se sont trompés sur l'art littéraire pendant près de trois cents ans. Ils ont cru que la littérature devait être impersonnelle et que l'auteur ne devait pas apparaître dans son œuvre. Ils ont fait de grandes choses, mais ils en auraient fait de bien plus grandes sans cette singulière discrétion qui ôte à l'œuvre d'art la moitié au moins de ce dont il faut qu'elle soit faite. De plus, ils sont tombés dans des contradictions étranges qui les ont menés à des erreurs graves. Chrétiens et Français, ce dont ils se sont le plus abstenus, ce sont les sujets chrétiens et les sujets nationaux, et ce qu'ils ont recherché le plus avidement ce sont les sujets mythologiques et les sujets antiques. Véritables aberration qui a fini par dessécher la littérature, faute de solides aliments. Tant mieux d'ailleurs. Une matière immense reste intacte et une voie immense est ouverte. Consultez votre cœur, c'est là que peut être le génie (plagiat de Musset...) : en tout cas, c'est la ce qu'il y a en vous de plus profond et de plus fécond ; exprimez vos sentiments religieux, et ne croyez pas avec Boileau d'abord et Voltaire ensuite, que le christianisme soit sans beauté ; exprimez vos sentiments patriotiques ; ne réprimez ni votre sensibilité, ni votre imagination, ce que faisaient vos pères ; vous créerez ainsi une littérature personnelle et un art nouveau.
C'était la vérité, sauf quelques réserves, et ce fut une lumière nouvelle. L'épanchement fut prodigieux ; non pas tout de suite, car, à vrai dire, l'influence de Chateaubriand n'est sensible que vers 1820 ; mais il fut prolongé et eut d'immenses conséquences. La poésie fut renouvelée, et pour la première fois en France il y eut de véritables poètes lyriques ; l'étude de l'histoire fut renouvelée, et ce fut en lisant dans les Martyrs la poésie sauvage et forte de Velléda et du combat des Francs qu'Augustin Thierry eut l'idée des Récits mérovingiens ; le sentiment religieux fut renouvelé, en ce sens qu'il ne fut plus ridicule d'être religieux et fut élégant de l'être ; la critique enfin fut renouvelée, en ce sens qu'elle ne consista plus à relever les fautes mais à faire comprendre les beautés (cf. Faguet).
Tout cela était, dans Chateaubriand, exprimé de plus en une langue abondante, harmonieuse, souple et pittoresque, réunissant tous les charmes, toutes les séductions et toutes les forces ; en une langue de poète d'orateur et d'artiste. Aussi n'est-il pas étonnant que Chateaubriand, selon le mot de Joubert, ait « enchanté » le siècle.

### Senancour
En 1804 avait paru l'Oberman de Senancour, roman par lettres, d'une tristesse vague et profonde, type parfait du roman romantique. L'auteur s'était représenté lui-même dans son héros, « qui ne sait ce qu'il est, ce qu'il aime, ce qu'il veut, qui gémit sans cause qui désire sans objet, et qui ne voit rien, sinon qu'il n'est pas à sa place, enfin qu'il se traîne dans le vide et dans un désordre infini d'ennuis. » Ce livre n'eut aucun succès lorsqu'il parut ; il dut attendre pour être en vogue que le mal d'Oberman fût devenu le « mal du siècle » et que les romantiques se plussent à trouver dans la peinture de cette âme défaillante et de cette volonté débile l'expression de l'inertie désespérée qu'ils sentaient en eux.

### Germaine de Staël
Plus immédiate et plus décisive sur l'œuvre de rénovation commencée fut l'influence de Germaine de Staël.

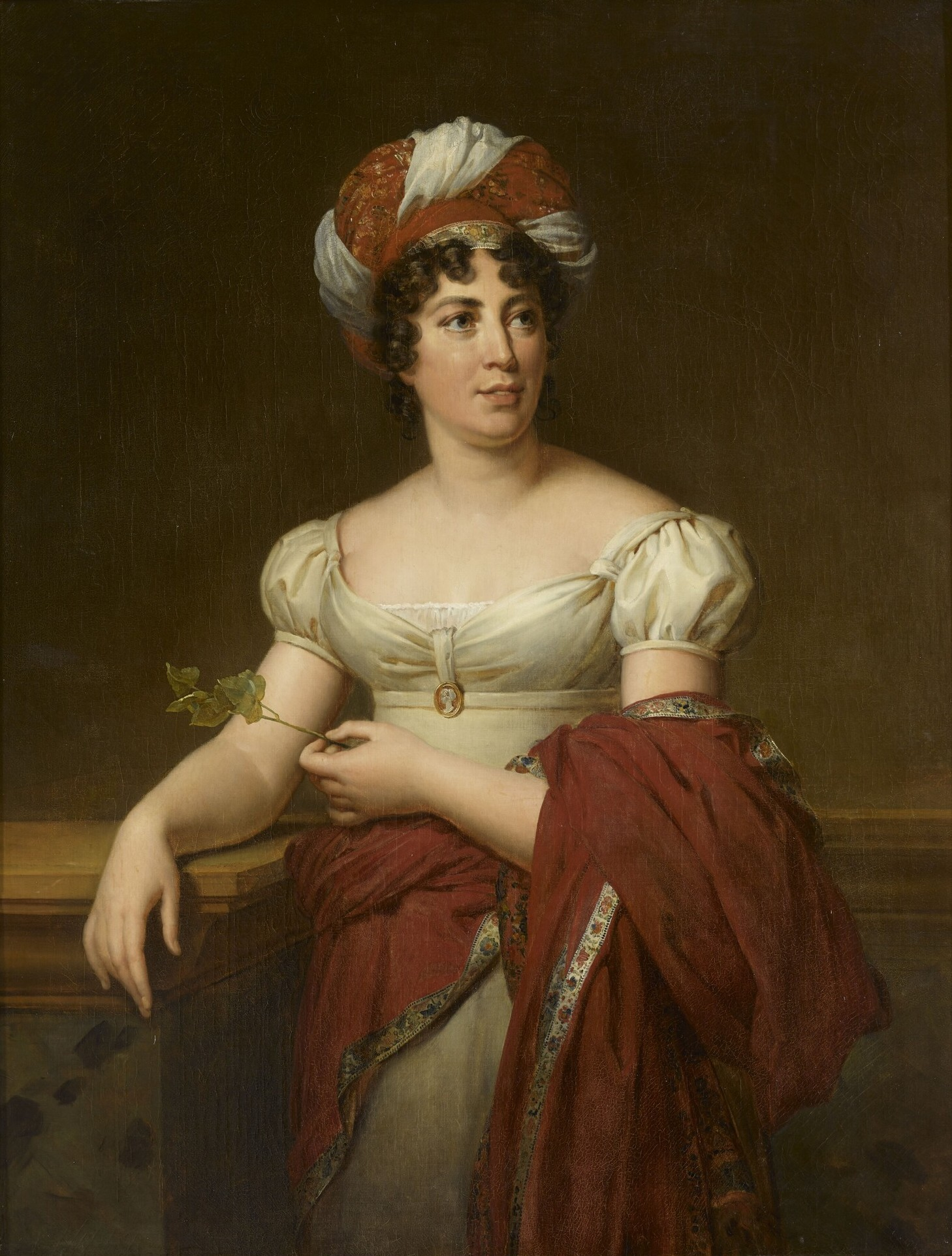
Germaine de Staël, portrait par Marie-Éléonore Godefroid d'après Gérard (musée de Versailles).

Forcée ensuite par l'hostilité de Napoléon à vivre hors de France, elle fit un long séjour en Allemagne, et là un art particulier lui fut révélé, dont elle s'engoua trop, mais dont certaines parties au moins répondaient bien au besoin qu'éprouvait la France d'un renouvellement de l'art littéraire.
En France, la vie de société avait affiné les talents et les sentiments, mais effacé l'individualité. Les auteurs écrivaient suivant des règles traditionnelles, pour être compris tout de suite par un public accoutumé à ces règles. Aussi, les écrivains français n'excellaient-ils que dans les genres qui se proposent l'imitation des mœurs de la société, ou dans ceux dont une intelligence aiguisée par l'esprit de société peut seule goûter la finesse : poésie descriptive ou dialectique, poésie légère qui sourit et qui raille.
Les Allemands, au contraire, ont une poésie personnelle, intime, qui est l'expression d'affections vives et profondes. Rien de conventionnel ni d'apprêté chez eux ; mais le sentiment, la poésie, la rêverie, le lyrisme, le mysticisme même, voilà qui leur donne une littérature originale, tout à fait autochtone et personnelle, très philosophique, très profonde et très grave.
Tout cela, dont elle fut ravie, elle le recommanda comme étant la littérature de l'avenir, partageant un peu sommairement tout l'empire des lettres en deux provinces : d'un côté le classicisme, qui est l'Antiquité et l'imitation de l'antiquité ; de l'autre le romantisme, qui est christianisme, Moyen Âge et inspiration septentrionale.
Ces idées contribuèrent à élargir l'horizon, elles firent tourner les têtes et les regards de l'autre côté du Rhin, comme Chateaubriand les avait fait tourner de l'autre côté de la Manche. « La littérature doit devenir européenne », proclamait-elle ; et si les écrivains français avaient fréquenté les Italiens, les Espagnols et les Anglais, c'était une habitude toute nouvelle que d'avoir commerce avec les Allemands, et il fallait les avertir qu'elle était à prendre. C'est surtout cet avertissement que Germaine de Staël donne avec insistance, avec feu, avec fougue, et avec un incomparable talent dans son essai intitulé De l'Allemagne (1810).

## La bataille romantique (1820-1830)

### Causes de l'établissement définitif du romantisme dans notre littérature
La révolution littéraire préparée au XVIIIe siècle, annoncée par Chateaubriand et Germaine de Staël, couva encore assez longtemps. Le livre de Germaine de Staël en particulier demeura pendant plusieurs années enseveli par les soins de la police impériale. Tant que dura l'Empire, la littérature fut officielle, comme toutes les manifestations d'opinion. Il semblait que la poésie classique fût sous la haute protection du gouvernement, et que l'orthodoxie fît partie de la fidélité d'un bon citoyen.
Mais la génération de 1815, plus sensible et plus frémissante que celle de René, tourmentée plus cruellement par l'ennui, parce qu'elle n'avait plus rien pour se divertir, après la chute de Napoléon, le danger des batailles et l'enivrement des victoires, était moins disposée à se soumettre aux lois sociales et plus prompte à faire du « moi » la mesure de l'univers. C'est ce « moi » tourmenté et orgueilleux qu'elle allait chercher à exprimer. Les artistes, abandonnant enfin les formes que leur avait léguées le passé, allaient traduire ces émois en œuvres de beauté ; et dès lors une nouvelle période allait commencer dans l'histoire de nos lettres.

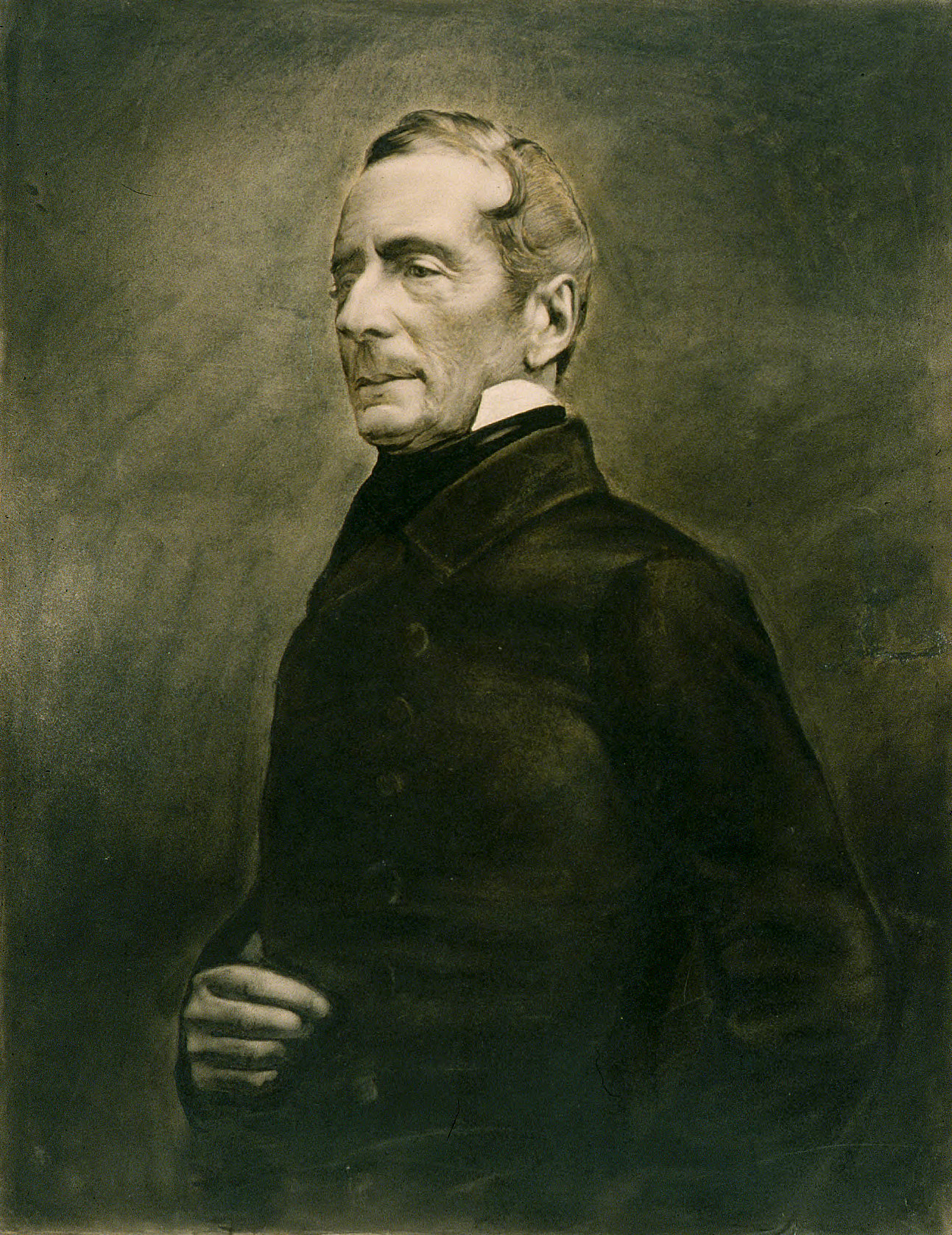
Portrait d'Alphonse de Lamartine

### Le premier triomphe: Les «Méditations» de Lamartine

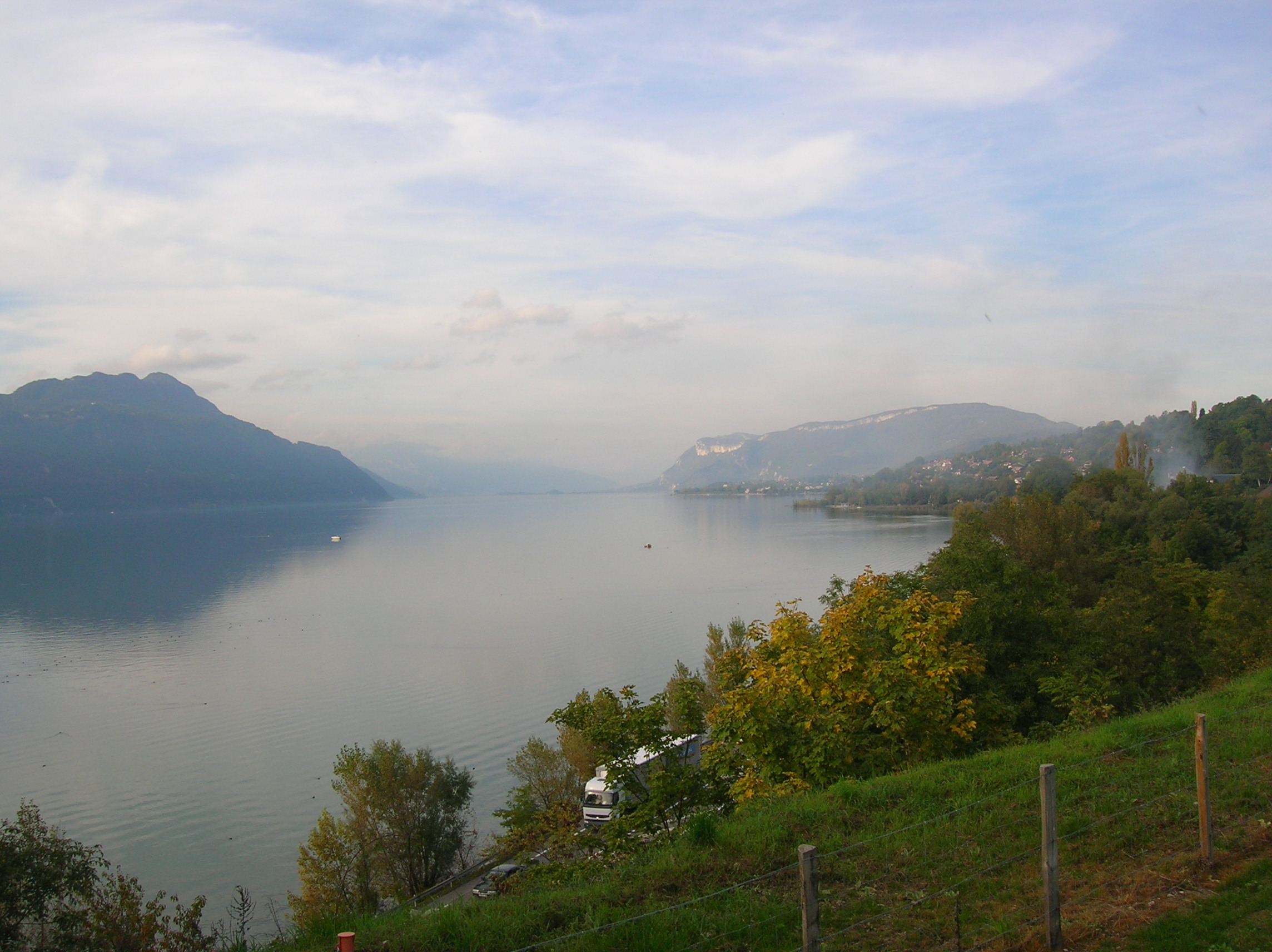
Le Lac. Vue du lac du Bourget, en Savoie, près d'Aix-les-Bains. C'est sur ses bords qu'en 1816 Lamartine avait connu et aimé Mme Charles, celle qu'il appelait Elvire. Ils devaient s'y retrouver durant l'été de 1817. Mais Elvire ne vint pas. Elle mourut quelques mois plus tard, sans qu'ils se fussent jamais revus.

En 1820 paraissent les Méditations poétiques de Lamartine (1790-1869). C'est comme un coup de tonnerre. On ne connaissait pas encore en France une sensibilité si sincère et si frémissante ; on n'avait jamais senti un souffle poétique si large et si vivifiant. « Vers d'amour et d'un amour inconnu en France depuis les imitateurs de Pétrarque ; vers de mélancolie grave et profonde, sans aucun mélange de fadeur ou de langueur, dans une mesure exquise du goût ; choses immortelles faites avec rien, comme sont toujours faites les choses qui viennent du cœur ; tableaux rustiques qui semblaient tout nouveaux, quoiqu'on peignît la nature depuis soixante ans, parce que c'était la nature vue avec les yeux d'un véritable rustique » (Faguet) ; ces originales et délicieuses inspirations, qui rouvraient tout à coup et magnifiquement toutes les grandes sources de l'émotion humaine, furent pour les contemporains comme l'éveil d'un monde nouveau.
Le Lac, L'Isolement, L'Automne, Le Vallon, portaient à la perfection cette poésie personnelle, sentimentale et descriptive, élégiaque et fiévreuse, qui allait être un des triomphes du romantisme ; Le Temple et L'Immortalité inauguraient une poésie philosophique et religieuse d'une sonorité nouvelle dont Victor Hugo et Alfred de Vigny allaient s'inspirer, et que Lamartine lui-même, dix ans plus tard, devait porter à sa perfection dans les Harmonies poétiques et religieuses.

### La bataille romantique
Deux ans après les Méditations, paraît un nouveau recueil de poésies : Odes de Victor Hugo. Ce recueil, ainsi que les poésies que faisaient paraître dans La Muse française des écrivains jeunes et sentimentaux comme Alfred de Vigny, Émile Deschamps, Marceline Desbordes-Valmore, Amable Tastu, Sophie et Delphine Gay (la future Mme de Girardin) redoubla le succès que la nouvelle forme poétique obtenait dans le grand public.
Mais cette poésie nouvelle n'eut pas l'heur de plaire aux académiciens. Suivant l'exemple de l'Académie française, les académies de province s'emportèrent à qui mieux contre ces jeunes audacieux, et ce sont elles qui, par obstination, empêchèrent la révolution de s'accomplir pacifiquement, et la forcèrent de prendre un caractère excessif de réaction contre les vieilles doctrines. Abritant leurs pauvretés et leur manque absolu d'imagination et de style derrière les grands noms de Corneille et Racine, qu'ils prétendaient attaqués en leur personne par les novateurs, les derniers représentants de la tradition et des procédés classiques entamèrent résolument la lutte.
Ce fut une véritable guerre. À l'ardeur des principes littéraires se joignait celle de principes politiques. Les romantiques étaient royalistes, et les classiques libéraux. Ceux qui prêchaient la liberté dans l'art étaient absolutistes en politique, tandis que les libéraux ne voulaient pas offrir la moindre émancipation dans le domaine littéraire. L'imitation de l'Antiquité ayant été un des caractères de la Révolution et de l'Empire : il était naturel que la royauté rétablie tournât le dos à l'Antiquité. Ainsi fit la poésie. Elle devint royaliste et catholique en même temps que romantique. Le romantisme s'installa donc en France sous un air de piété pour le passé national, pour les anciennes traditions de l'esprit français violemment interrompue par la Révolution. La plus novatrice des révolutions littéraires semblait se prendre elle-même pour une restauration.

### La lutte pour la poésie
On en vint aux mains dès la publication du premier volume de vers de Victor Hugo, ses Odes, augmentées bientôt de Ballades. Il n'y avait pas encore de bien grandes audaces dans cette poésie toute classique sous son éclatante rhétorique, mais l'école de Delille et de Luce de Lancival la trouvait barbare. En effet, le 25 novembre 1824, Auger, directeur de l'Académie, ayant à recevoir Soumet, le félicitait de son « orthodoxie littéraire », et, blâmant la « poétique barbare » de la « secte naissante », il ajoutait : « Non, ce n'est pas vous, monsieur, qui croyez impossible l'alliance du génie avec la raison, de la hardiesse avec le goût, de l'originalité avec le respect des règles… Ce n'est pas vous qui faites cause commune avec ces amateurs de belle nature… qui de grand cœur échangeraient Phèdre et Iphigénie contre Faust et Goetz de Berlichingen.

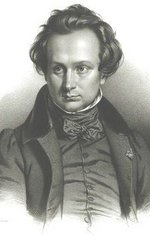
Portrait du jeune Victor Hugo

Bientôt le ton se haussa, et le langage de l'Académie ne fut rien moins qu'académique. Baour-Lormian, tira son Canon d'alarme, traitant les romantiques de pourceaux, à l'aide d'une périphrase :
Il semble que l'accès de leur stupide rage
A métamorphosé leurs traits et leur langage ;
Il semble, à les ouïr grognant sur mon chemin,
Qu'ils ont vu de Circé la baguette en ma main.
Népomucène Lemercier en appelait aux tribunaux, s'écriant :
Avec impunité les Hugo font des vers !
Le Constitutionnel, journal rival de la Muse française, se demandait s'il ne se trouverait pas enfin, parmi les auteurs dramatiques, un Molière ou un Regnard pour livrer les romantiques à la risée publique dans une bonne comédie en cinq actes ; et Duvergier de Hauranne, futur confrère de Hugo à l'Académie, répondait : « Le romantisme n'est pas un ridicule, c'est une maladie, comme le somnambulisme et l'épilepsie. Un romantique est un homme dont l'esprit commence à s'aliéner. Il faut le plaindre, lui parler raison, le ramener peu à peu ; mais on ne peut en faire le sujet d'une comédie ; c'est tout au plus celui d'une thèse de médecine. »

### La préface de Cromwell
C’est à quoi répondit la préface de Cromwell (1827). Ce que Victor Hugo proclame dans ce manifeste, c’est le libéralisme dans l’art, c’est-à-dire le droit pour l’écrivain de n’accepter d’autres règles que celle de sa fantaisie ; c’est le retour à la vérité, à la vie, c’est-à-dire le droit pour l’écrivain de faire, s’il lui plaît, coudoyer le sublime par le grotesque, et d’envisager toute chose à son point de vue personnel. Résumant à grands traits l’histoire de la poésie, Victor Hugo s’exprimait en ces termes : « La poésie a trois âges, dont chacun correspond à une époque de la société : l’ode, l’épopée, le drame. Les temps primitifs sont lyriques, les temps antiques sont épiques, les temps modernes sont dramatiques. Le drame est la poésie complète. C’est au drame que tout vient aboutir dans la poésie moderne. Le caractère du drame est le réel. Le réel résulte de la combinaison toute naturelle de deux types, le sublime et le grotesque, qui se croisent dans le drame comme ils se croisent dans la vie et dans la création. Car la poésie vraie, la poésie complète est dans l’harmonie des contraires… Tout ce qui est dans la nature est dans l’art. »

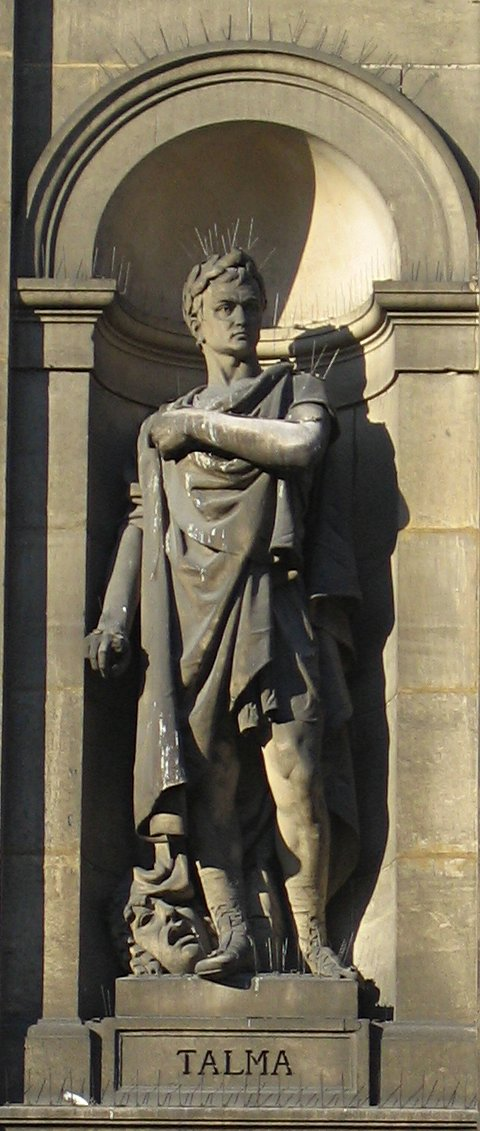
Statue de Talma ornant l'hôtel de ville de Paris. Cet illustre tragédien (1763-1826) s'efforça d'introduire dans les œuvres classiques le sens de la vérité scénique et l'idée de la couleur locale.

Retour au vrai, expression de la vie intégrale, liberté dans l’art, furent les formules de l’école nouvelle, dont les adeptes tenaient depuis 1824 leur quartier général, leur « Cénacle », comme on l’a appelé, dans le salon de Charles Nodier, bibliothécaire de l’Arsenal, et dont Victor Hugo devenait désormais le chef incontesté.

### La lutte au théâtre
En s'attaquant dès le début au théâtre, Victor Hugo attaquait l'ennemi de front. Joignant l'habileté au talent, il eut soin de proclamer plus haut que ses adversaires les merveilles des maîtres passés, Corneille, Racine, Molière, qu'on lui opposait sans cesse. Tout ce qui pensait, tout ce qui avait encore souci de la grandeur des lettres, comprit la portée du manifeste. Dans Victor Hugo raconté par un témoin de sa vie, nous trouvons le récit d'une conversation qui aurait eu lieu à cette époque entre le poète et Talma. Ce qu'y dit le grand auteur tragique est caractéristique : « L'acteur, n'est rien sans le rôle, et je n'ai jamais eu un vrai rôle. Je n'ai jamais eu de pièce comme il m'en aurait fallu. La tragédie c'est beau, c'est noble, c'est grand. J'aurais voulu autant de grandeur avec plus de réalité, un personnage qui eût la variété et le mouvement de la vie, qui ne fut pas tout d'une pièce, qui fut tragique et familier, un roi qui fût un homme… La vérité, voilà ce que j'ai cherché dans ma vie. Mais que voulez-vous ? Je demande Shakespeare, on me donne Ducis. »

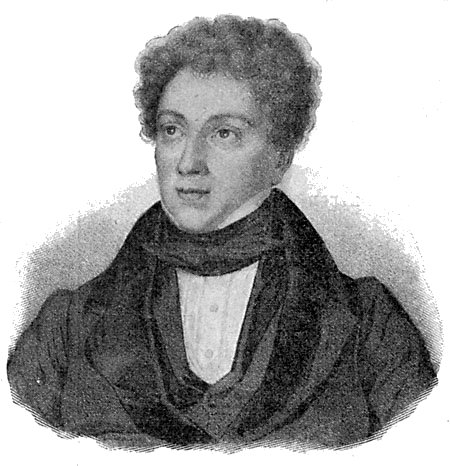
Portrait d’Alexandre Dumas

Tout le monde en convenait : le besoin d'une littérature renouvelée se faisait sentir. L'empressement avec lequel le public se pressait à l'Odéon, où des auteurs anglais venaient donner des représentations des pièces de Shakespeare, en témoigne, car il fallait que l'opinion se fût nettement prononcée en faveur des idées nouvelles pour que l'on courût applaudir les rudes chefs-d'œuvre du poète anglais.
Mais autre chose était la représentation de chefs-d'œuvre étrangers, et autre chose celle de pièces nouvelles, conçues par des Français dans les mêmes idées. On ne siffle par un livre, non plus qu'une préface ; c'était au théâtre que l'on attendait les nouveaux venus. Or Lamartine ne songeait pas au théâtre, non plus que Prosper Mérimée, dont le Théâtre de Clara Gazul était impossible à la scène, et que l'auteur se fut bien gardé d'y porter. C'était donc à qui ouvrirait le feu. Vigny allait se risquer par la traduction d'Othello, quand un jeune homme de vingt-sept ans, un inconnu, la veille encore secrétaire obscur du duc d'Orléans, obtint au théâtre Français un succès éclatant. En un jour, Alexandre Dumas était devenu célèbre ; son drame s'appelait Henri III et sa cour. La pièce est un peu lourde et a beaucoup vieilli, mais elle contenait assez de scènes osées pour soulever des orages. La grande scène du troisième acte, en particulier, où le duc de Guise, broyant les poignets de sa femme, la force à donner un rendez-vous à Saint-Mégrin, stupéfia la salle, et, l'étonnement passé, la conquit. Le succès fut inouï, éclatant. Les classiques, surpris n'avaient pu y parer. On put dire dès ce jour que la cause de la nouvelle école était gagnée.
La bataille cependant n'était pas finie. L' Othello de Vigny parut, et la critique aux abois en interprète ainsi dans un journal du temps de la première représentation : « On arrivait à la représentation du More de Venise comme à une bataille dont le succès devait décider d'une grande question littéraire. Il s'agissait de savoir si Shakespeare, Schiller et Gœthe allaient chasser de la scène française Corneille, Racine et Voltaire. » C'était de la mauvaise foi, mais de la bonne stratégie ; la question ainsi déplacée donnait raison à ceux qui la posaient. Mais en réalité il ne s'agissait pas de chasser les maîtres de l'art de leur Parnasse séculaire ; on demandait simplement, comme l'a dit ingénieusement un écrivain, « que la liberté des cultes littéraires fut proclamée. » Othello réussit malgré une opposition admirablement organisée. Les classiques s'abordaient dans les couloirs du théâtre en se disant : « Comment trouvez-vous Othello ? C'est beau ! Mais Iago ! c'est bien plus beau ! » Et de tous répéter sur des intonations de miaulement les plus discordantes : « Iago ! Iago ! ». Rien n'y fit, la salle fut subjuguée devant ces sombres rugissements de la jalousie africaine dont le timide Ducis n'avait fait entendre que des échos atténués.

### La bataille d'Hernani et le triomphe définitif
La voie était non seulement ouverte, mais presque déblayée. Victor Hugo vint à la rescousse. Son drame de Cromwell était beaucoup trop considérable pour être joué. Le poète reprit la plume et écrivit Marion de Lorme, que la censure arrêta. Hugo, infatigable, créa Hernani et la bataille décisive eut lieu.
Dès que fut connue la réception de la pièce par le comité de lecture de la Comédie-Française, sept académiciens adressèrent au roi une pétition pour que ce théâtre fut fermé aux « dramaturges », Charles X s'en tira spirituellement : « En fait de littérature, dit-il, je n'ai que ma place au parterre ». L'exaspération redoubla. On essaye de faire refuser Hernani par la censure. Celle-ci, qui n'était pas favorable au poète, commit la faute, si faute il y a, d'autoriser la représentation de cette pièce, sous prétexte qu'elle était un tel « tissu d'extravagances » que l'auteur et ses amis seraient définitivement discrédités auprès du public. « Il est bon, disait le rapport, que le public voie jusqu'à quel point d'égarement peut aller l'esprit humain affranchi de toute règle et de toute bienséance. » Autres alertes : Mademoiselle Mars, qui jouait le rôle de doña Sol, ne pouvait se résigner à appeler Firmin, qui jouait le rôle d'Hernani, son « lion superbe et généreux ». L'auteur la menaça de lui retirer son rôle. Elle accepta alors le lion aux répétitions, mais avec l'arrière pensée de le déguiser en seigneur pour le public, ce qu'elle fit. D'autre part, la claque se disposait à trahir. Le poète, qui répugnait les applaudissements salariés, voulait d'ailleurs la liberté au parterre comme il la revendiquait sur scène. La claque fut supprimée. La jeunesse romantique, écrivains et artistes, Bousingots et Jeune-France, s'offrit au maître pour les remplacer. « Chacun reçut pour passe un carré de papier rouge, timbré d'une griffe mystérieuse inscrivant au coin du billet le mot espagnol hierro, qui veut dire du fer. cette devise, d'une hauteur castillane approprié au caractère d'Hernani, signifiait qu'il fallait être, dans la lutte, franc, brave et fidèle comme l'épée. » On le fut. Les péripéties de cette mêlée épique ont été vingt fois racontées.

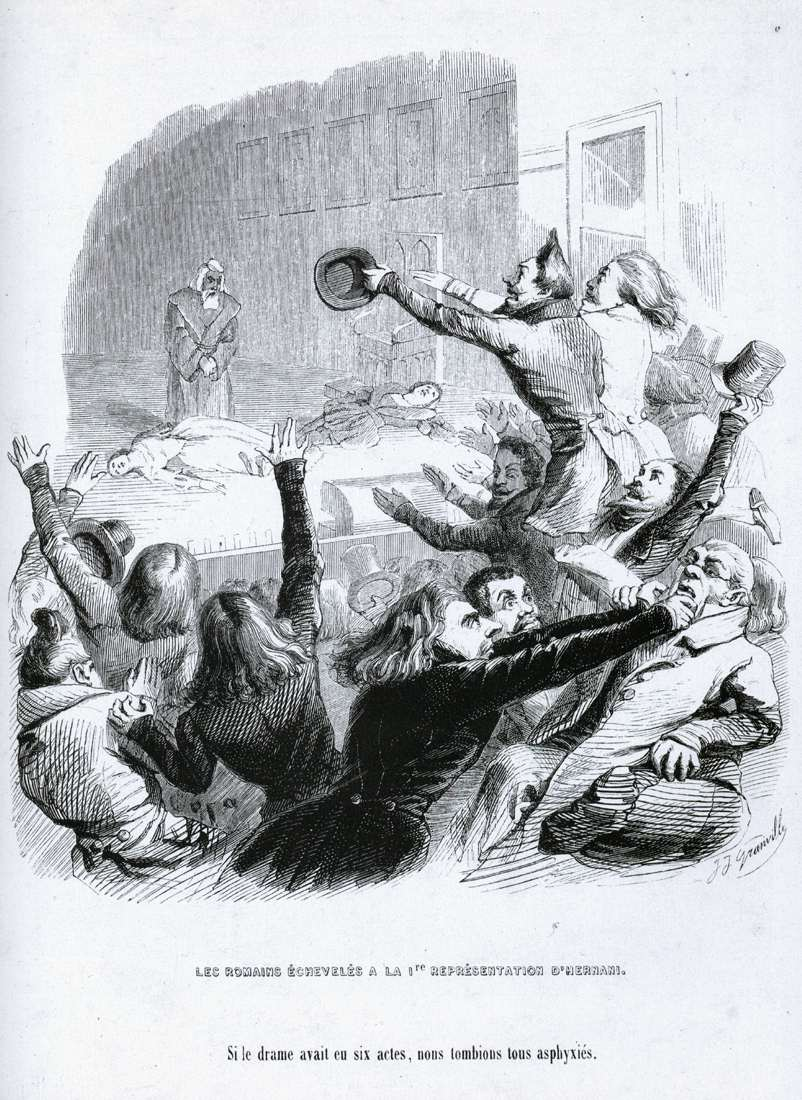
La première représentation d'Hernani. La lutte des « Chevelus » et des « Genoux ». Gravure satirique de Granville.

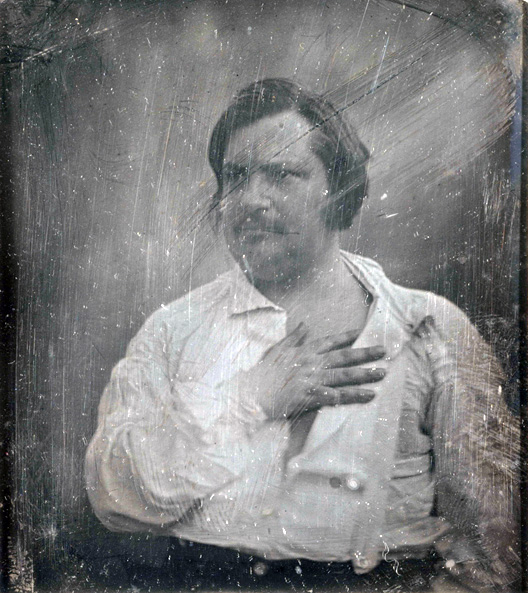
Daguerréotype de Balzac.

« Dès une heure de l'après-midi (28 février 1830), les passants de la rue Richelieu virent s'accumuler à la porte du théâtre une bande d'être farouches et bizarres, barbus, chevelus, habillés de toutes façons, exceptés à la mode : en vareuse, en manteau espagnol, en gilet à la Robespierre, en toque à la Henri III, ayant tous les siècles et tous les pays sur leurs épaules et sur la tête, en plein Paris, en plein midi. Les bourgeois s'arrêtaient, stupéfaits et indignés. M. Théophile Gautier, surtout, insultait les yeux par un gilet de satin écarlate, agrafé sur un pantalon vert pâle à bande de velours noir, et par l'épaisse chevelure qui lui descendait jusqu'aux reins. »
La porte ne s'ouvrait pas ; les tribus gênaient la circulation. L'art classique ne put voir tranquillement ces hordes barbares qui allaient envahir son asile ; il ramassa toutes les balayures et toutes les ordures du théâtre, et les jeta des combles sur les assiégeants. M. de Balzac reçut pour sa part un trognon de chou… La porte s'ouvrit à trois heures et se referma. Seuls dans la salle, ils s'organisèrent. Les places réglées, il n'était encore que trois heures et demie ; que faire jusqu'à sept ? On causa, on chanta, mais la conversation et les chants s'épuisent. Heureusement qu'on était venu trop tôt pour avoir dîné : alors on avait apporté des cervelas, des saucissons, du jambon, du pain, etc. On dîna donc. Comme on n'avaient que cela à faire, on dîna si longtemps qu'on était encore à table quand le public entra (Victor Hugo raconté). À la vue de ce restaurant, le public des loges se demanda s'il rêvait ; incommodés par l'odeur de l'ail et du saucisson, les belles dames et les corrects classiques protestèrent, et c'est au milieu d'un brouhaha indescriptible que le rideau se leva.
La victoire fut remportée de haute lutte ; pendant les entr'actes, des scènes de pugilats, des bris de banquettes et des chapeaux défoncés à coup de poing témoignaient, plus encore que l'excellence des nouvelles doctrines littéraires, de la vigueur de leurs champions. « Il serait difficile, écrit quarante-quatre ans plus tard Gautier dans un style où vibre encore l'ardeur du combat, de décrire l'effet que produisaient sur l'auditoire ces vers si singuliers, si mâles, si forts, d'un tour si étrange, d'une allure si cornélienne et si shakespearienne à la fois. Deux systèmes, deux partis, deux armées, deux civilisations même, ce n'est pas trop dire, étaient en présence, se haïssant cordialement, comme on se hait dans les haines littéraire. Certains vers étaient pris et repris, comme des redoutes disputées par chaque armée avec une opiniâtreté égale. Un jour, les romantiques enlevaient une tirade que l'ennemi reprenait le lendemain et d'où il fallait le déloger. Quel vacarme ! quels cris ! quelles huées ! quels sifflets ! quels ouragans de bravos ! quels tonnerres d'applaudissements ! Les chefs de parti s'injuriaient comme les héros d'Homère… Pour cette génération, Hernani a été ce que fut le Cid pour les contemporains de Corneille. Tout ce qui était jeune, vaillant, amoureux, poétique, en reçut le souffle… Le charme dure encore pour ceux qui furent captivés. »

## Le règne du romantisme (1830-1843)

### La poésie

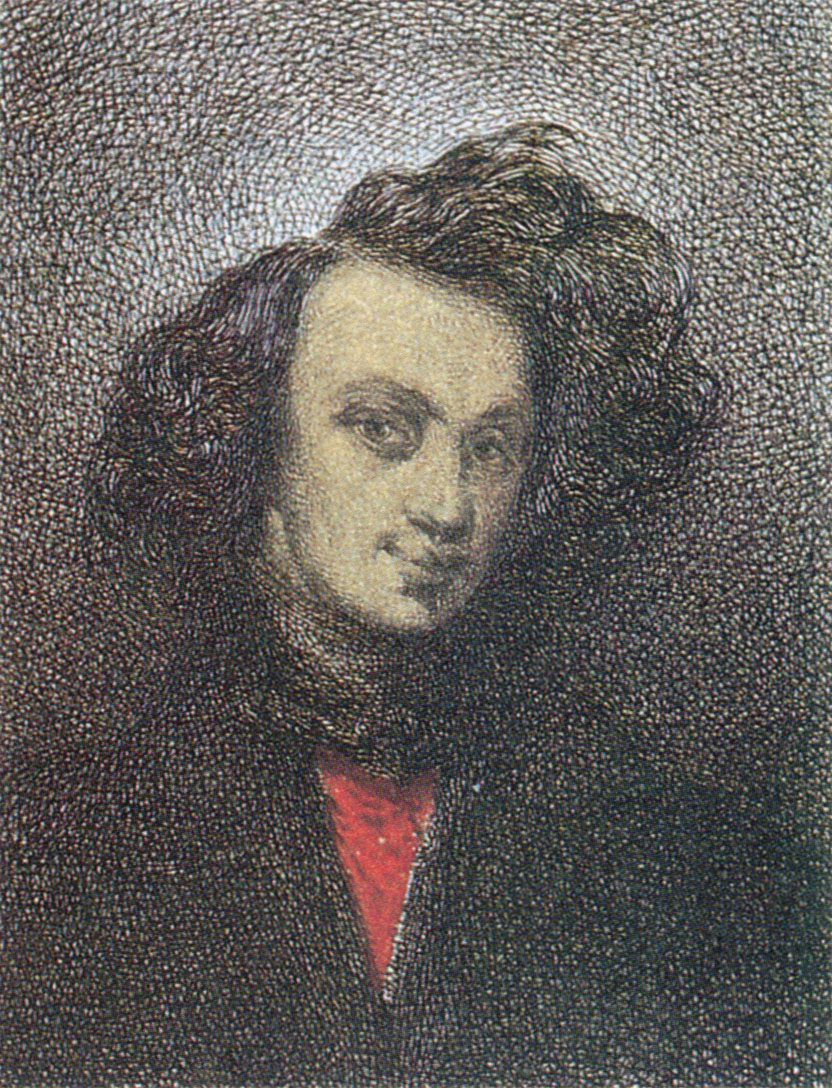
Théophile Gautier, portrait par Auguste de Chatillon (1839)

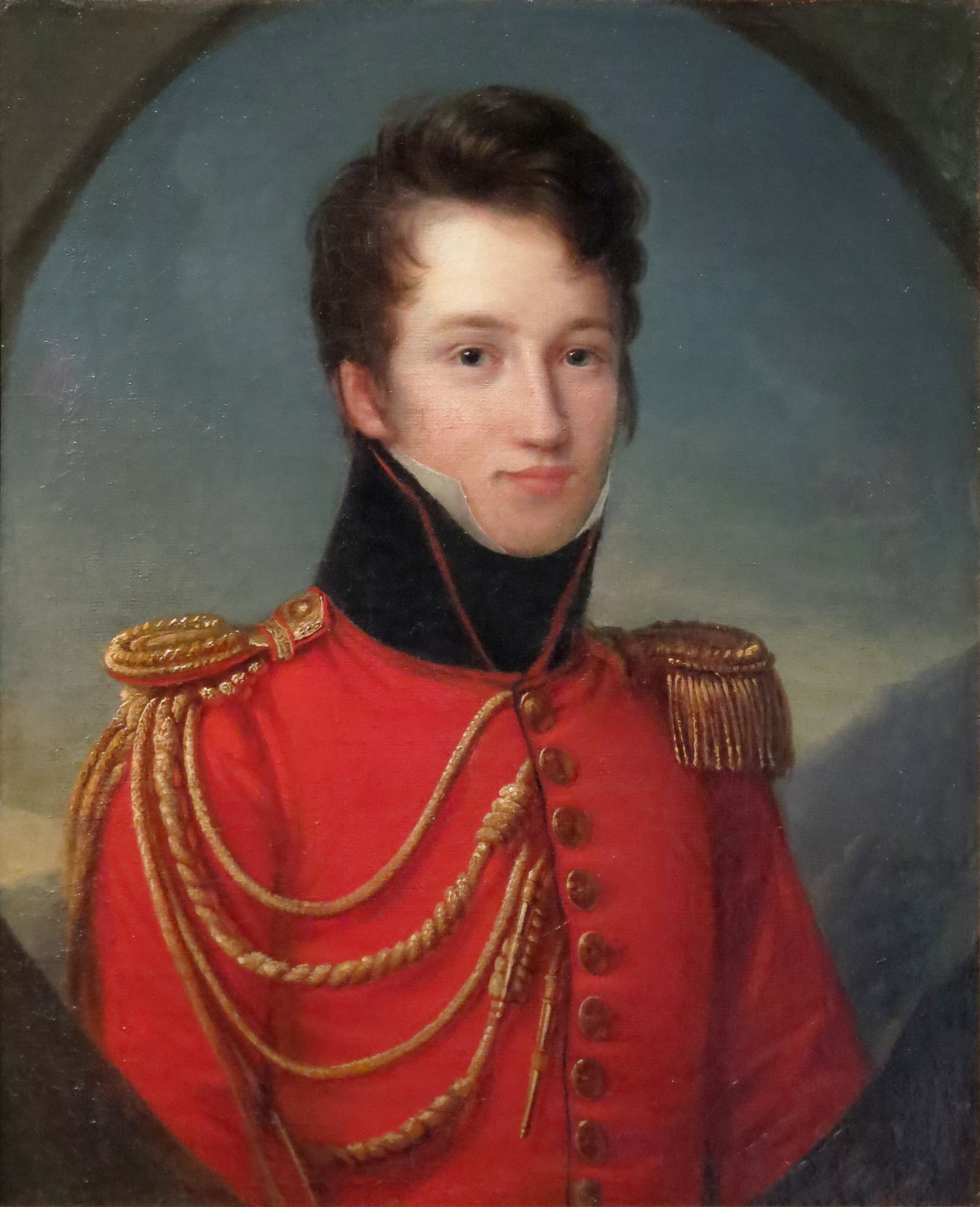
Alfred de Vigny, âgé de 17 ans, en uniforme de la Maison du Roi (F.J. Kinston)

Pendant que la révolution se faisait en Algérie, toute une littérature nouvelle, originale et forte, se développait dans le livre.
Ont déjà été citées les Méditations de Lamartine et les Odes et Ballades de Hugo. Lamartine donna en 1823 les Nouvelles Méditations, en 1825 le Dernier Chant du Pèlerinage de Childe Harold, suite du Pèlerinage de Childe Harolde de Byron, en 1830 les Harmonies poétiques et religieuses, où sont quelques-unes de ses plus belles pièces. Hugo, qui a donné en 1829 les Orientales, donnera en 1831 les Feuilles d'automne, en 1835 les Chants du crépuscule, en 1837 les Voix intérieures, en 1840 les Rayons et les ombres. Alfred de Vigny publie en 1826 ses Poèmes antiques et modernes, inspirés surtout par l'antiquité biblique et homérique et par l'époque médiévale.
À côté de ces trois grands chefs de chœur, toute une pléiade ardente et jeune se rue à la bataille pour l'indépendance de l'art. Sainte-Beuve, l'auteur du Tableau de la poésie française au XVIe siècle, après avoir ressuscité Ronsard, du Bellay, l'ancienne Pléiade, devient lui aussi poète sous le pseudonyme de Joseph Delorme. Émile Deschamps se tourne vers l'Espagne, à l'exemple de son maître Hugo, et fait connaître à la France, dans la Romance du roi Rodrigue, les beautés du romancero espagnol. Théophile Gautier publie, à la fin de 1830, ses premiers vers où il se révèle tout de suite comme un maître de la forme. Alfred de Musset surtout publie en 1829 ses Contes d'Espagne et d'Italie, éminemment romantiques avec leurs vers disloqués aux rimes imprévues et trop riches, et l'accumulation de procédés chers au drame et au roman de la jeune école (jalousies féroces, empoisonnements, duels, etc.); mais, de 1829 à 1841, changeant de manière et tirant de sa propre expérience la matière de sa poésie, il criera la souffrance qu'il a ressentie d'avoir aimé et donnera une série d'immortels poèmes : les quatre Nuits de mai, de décembre, d'août, d'octobre, L'Espoir en Dieu et Le Souvenir. Son poème Adieu de 1850 sera le paroxysme d'un romantisme exacerbé.

### Le roman

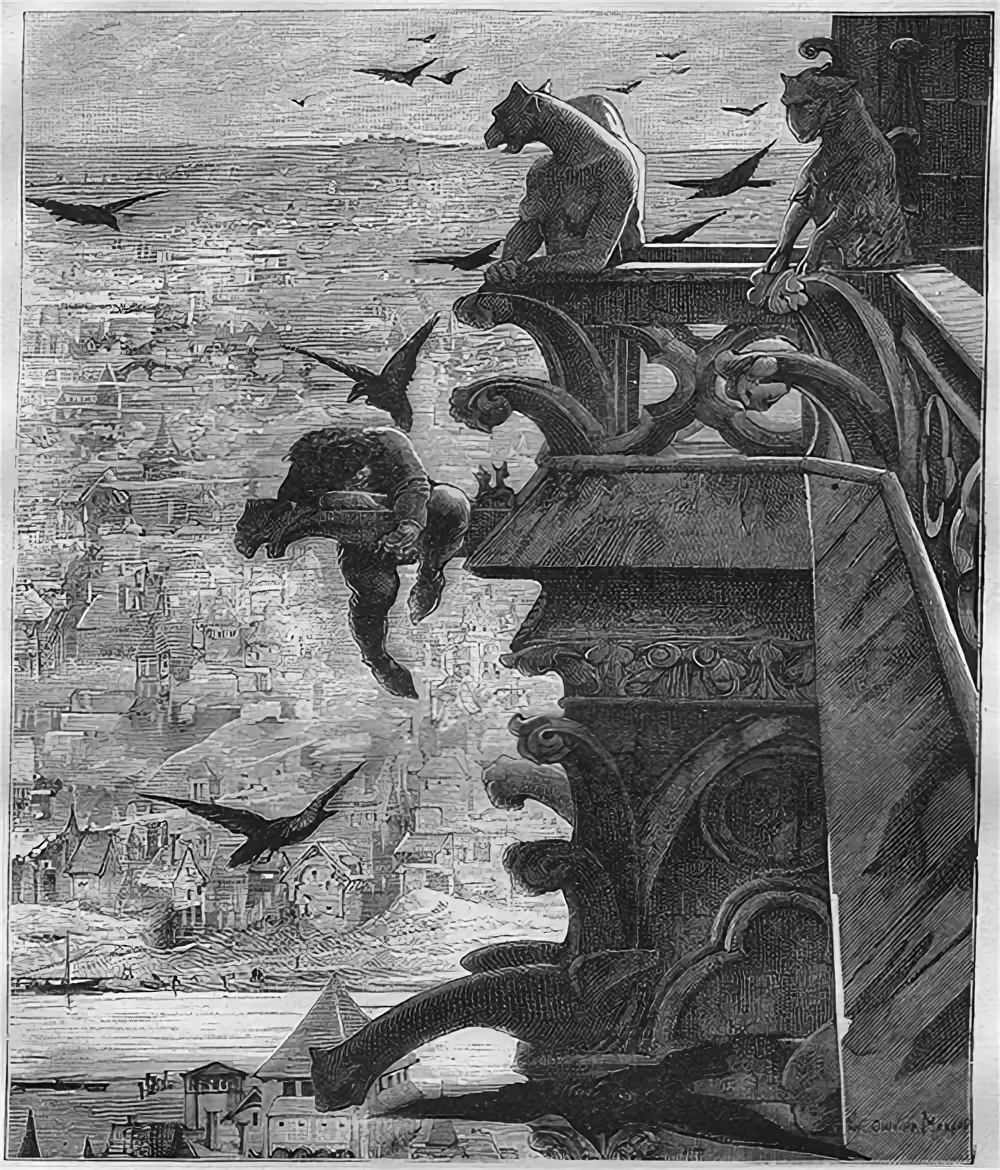
Illustration de Quasimodo par Alfred Barbou pour le roman historique Notre-Dame de Paris.

Eugène Delacroix : La Liberté guidant le peuple. Cette scène de 1830 pourrait aussi illustrer le roman de Hugo Les Misérables (musée du Louvre).

En même temps que la poésie, le roman lui aussi s'affirmait victorieux.
Victor Hugo avait donné en 1823 Han d'Islande et en 1826 Bug-Jargal, romans « terribles » dont les imaginations abracadabrantes font aujourd'hui sourire, mais en 1831 il fait paraître Notre-Dame de Paris, où il ressuscite, autour d'une cathédrale vivante et presque hallucinatoire, le Paris du XVe siècle, avec ses rues noires et infectes et son grouillement d'écoliers, de gueux et de truands. Dans cette voie du roman historique, il avait été précédé par Vigny dont le Cinq-Mars avait paru en 1826.
Bientôt Alexandre Dumas, conteur intarissable et toujours amusant, passionnera la France par ses romans pseudo-historiques et par ses merveilleux récits de combats et d'aventures qui sont encore dans toutes les mémoires (Les Trois Mousquetaires, Vingt ans après, Le Vicomte de Bragelonne, Le Comte de Monte-Cristo) ; George Sand donnera ses romans de Lélia, Indiana, œuvres de révolte et de douleur, et Consuelo ; Balzac élèvera de 1829 à 1850 sa monumentale Comédie humaine.

### L'histoire
L'amour du passé national, qui avait inspiré de grandes œuvres aux poètes, aux romanciers, aux dramaturges, provoqua un renouveau des études historiques. « Pharamond! Pharamond! Nous avons combattu avec l'épée…» Le chant de guerre des Francs, comme une autre Marseillaise, avait préludé au réveil des générations disparues. Aimer le passé, le voir, le reproduire avec le mouvement et les couleurs de la vie, voilà l'ambition des historiens romantiques. Les documents d'archives donneront à un Augustin Thierry (1795-1856) et à un Michelet (1798-1874) les faits, les dates, les acteurs ; leur imagination et leur cœur leur rendront la vie, récréeront leur atmosphère, reconstitueront leur cadre. L'Histoire de la conquête de l'Angleterre par les Normands (1825) est bien l'exposé des faits relatifs à cette conquête, mais c'est aussi « une immense clameur de joie féroce dans le camp des vainqueurs, le murmure étouffé des victimes que les contemporains avaient à peine entendu et dont l'écho, à travers les âges, se répercute mystérieusement jusqu'à l'écrivain » (De Crozals).

### Tentative de réaction classique

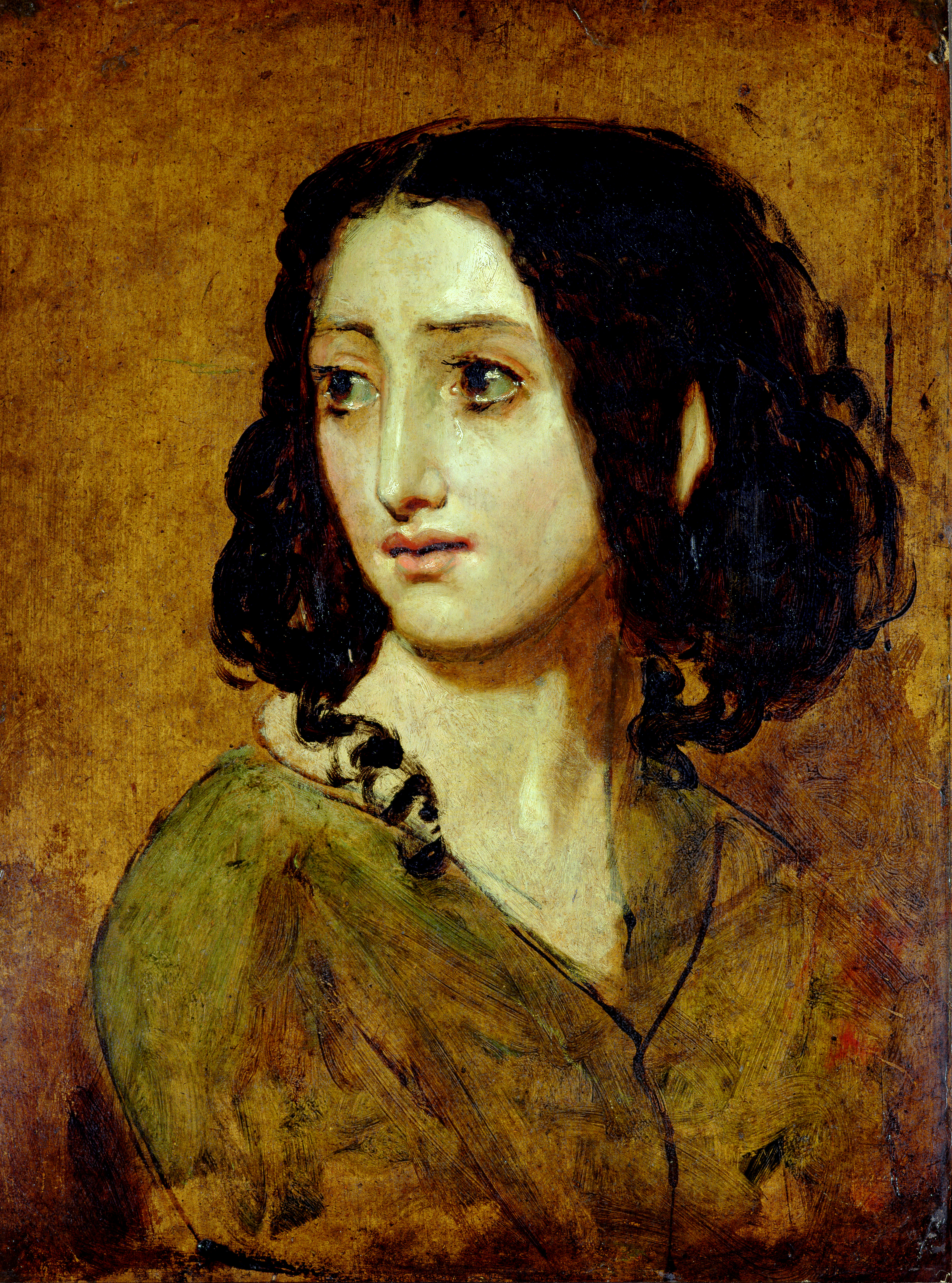
Rachel par William Etty en 1840. Cette grande tragédienne (1820-1858) soutint par son talent la tragédie classique pendant toute la période romantique.

Au théâtre, le drame romantique règne en maître : Vigny fait jouer la Maréchale d'Ancre en juillet 1830 et Chatterton en 1835 ; Alexandre Dumas donne Antony en 1831 ; Hugo surtout est intarissable : à Marion Delorme, jouée avec éclat en 1831, succède le roi s'amuse (1832), au Roi s'amuse, Lucrèce Borgia, Marie Tudor, Angelo, Ruy Blas ; rien ne semblait devoir interrompre une si féconde et si brillante carrière.
Tout à coup, en 1843, une réaction classique assez violente éclata. Un jeune homme, François Ponsard, fit recevoir à l'Odéon une tragédie classique, Lucrèce, pièce solide, naïve, écrite d'un style lourd, mais franc et sain. L'auteur n'avait ni affaibli ni orné son sujet ; il ne l'avait affublé d'aucun faux pittoresque ; il avait conservé à ses Romains primitifs leurs toges de laine blanche. Lucrèce fut choisie par les adversaires des romantiques pour être opposée aux Burgraves que Victor Hugo faisait jouer au Théâtre-Français. Une cabale alla siffler cette dernière œuvre et applaudir sa rivale, si bien que les Burgraves connurent un véritable échec.

### Les destinées du drame romantique
Après Les Burgraves, les romantiques ne réussirent plus à faire vivre leur drame. Ils réussirent du moins à empêcher la tragédie de vivre. Ponsard ne fit pas école ; même ses autres tragédies, Agnès de Méranie et Charlotte Corday, tombèrent d'une chute profonde. Malgré tout son talent, Rachel ne parvint pas à soutenir au Théâtre Français une seule tragédie nouvelle. Quand on revint à la tragédie, ce fut à celle de Corneille et de Racine ; Voltaire lui-même avait sombré dans la tourmente romantique.
La comédie bourgeoise prit la place du drame historique. Le mouvement amorcé au XVIIIe siècle par l'apparition de la comédie larmoyante et du drame bourgeois de Diderot se reproduisit vers 1850, où Augier et Dumas fils, enveloppant une thèse morale dans une peinture exacte des mœurs contemporaines, créent la comédie dramatique, seule forme vraiment vivante du drame au XIXe siècle.

### Fin du romantisme
Vers 1850, il n'y a plus de classiques. Les échos de la bataille romantique se sont tus depuis longtemps déjà, Lamartine est condamné à donner pour vivre de la « copie » aux éditeurs ; Musset ne produit plus ; Vigny n'a pas publié de vers depuis son premier recueil. Sans adversaires et sans rivaux, Victor Hugo règne seul ; il prolonge d'un quart de siècle le romantisme. L'Empire, qui l'a fait se jeter hors de France, lui fournit la matière des Châtiments (1853), explosion puissante de satire lyrique ; les Contemplations (1856), copieux épanchement de poésie individualiste, offrent toutes les variétés d'émotions et de pensées intimes ; La Légende des siècles enfin (1859, 1877, 1883) ramasse et réunit toute l'œuvre antérieure.
Derrière ce magnifique déploiement, la poésie se transforme, et en même temps qu'elle toute la littérature. Le temps des exaltations passionnées est fini ; la poésie cesse d'être exclusivement personnelle ; elle s'imprègne d'esprit scientifique, et cherche à rendre les conceptions générales de l'intelligence, plutôt que les accidents sentimentaux de la vie individuelle. La direction de l'inspiration échappe au cœur ; elle est reprise par l'esprit, qui fait effort pour sortir de soi et saisir quelque forme stable. Vigny reparaît, mais c'est justement pour enseigner à effacer le moi et la particularité de l'expérience intime (Les Destinées, 1864, œuvre posthume). L'égoïsme passionnel du romantisme est mort ; ce qui le remplace, c'est le naturalisme.

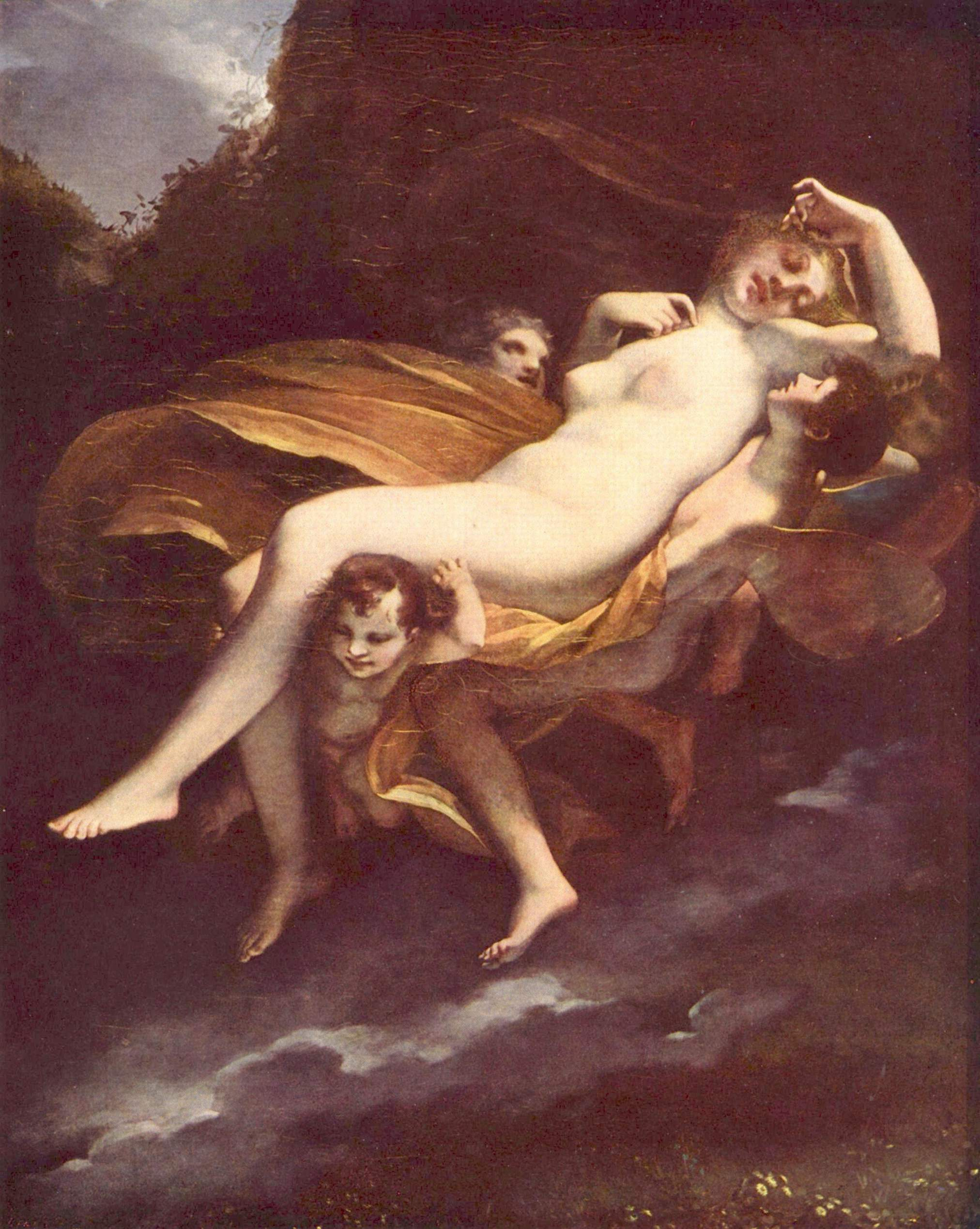
Prud'hon (1758-1823) : L'enlèvement de Psyché. Prud'hon admirait beaucoup les formes élégantes de l'antiquité grecque, et il a su peindre de beaux corps, caressés d'une lumière dorée (musée du Louvre).

## Le romantisme dans l'art français

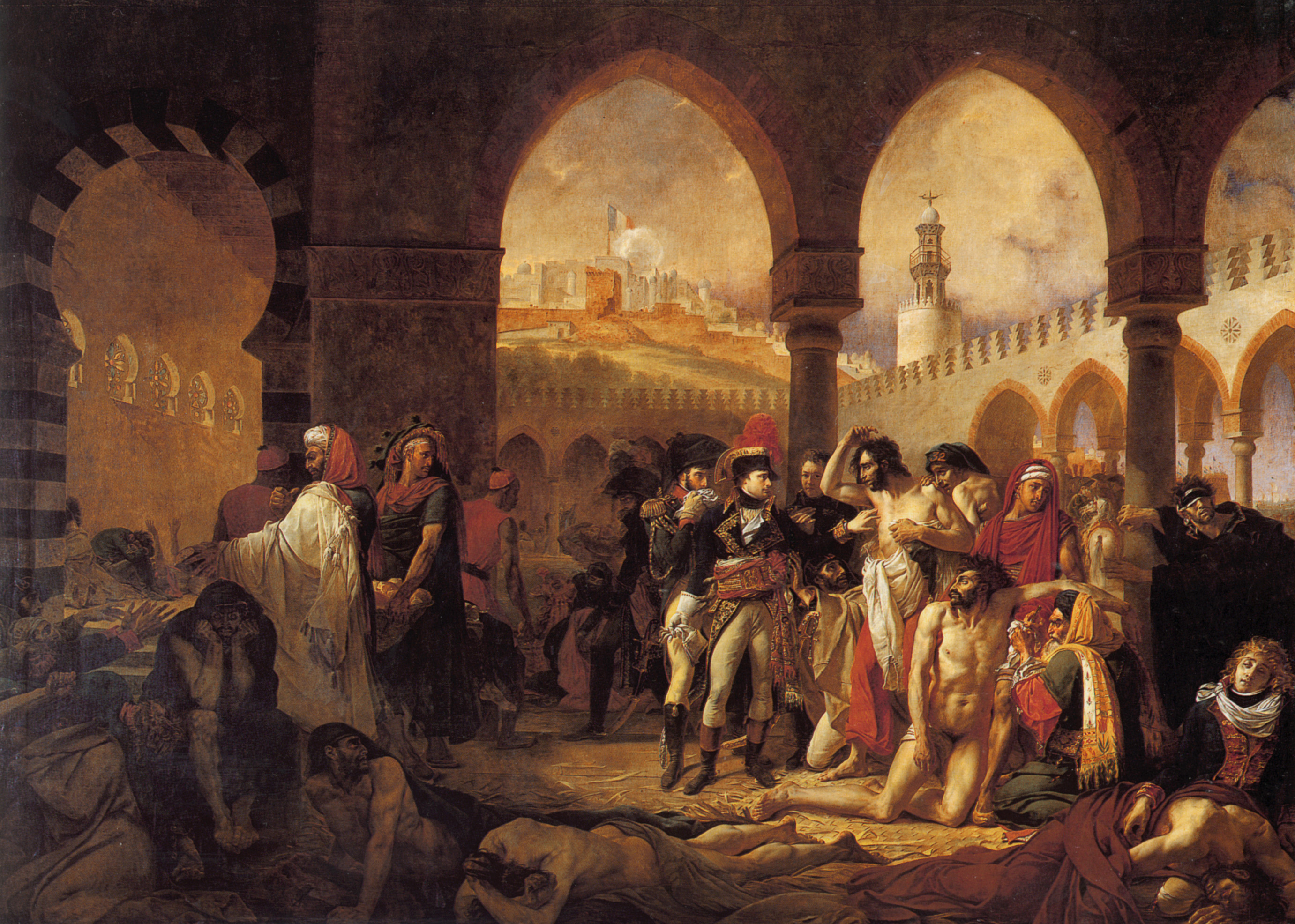
Antoine-Jean Gros (1771-1835) : Pestiférés de Jaffa (1804). Les toiles de Gros sont admirables par l'ampleur de l'exécution, la chaleur et l'éclat du coloris, ainsi que par le grand caractère qui règne dans l'ensemble de la composition (musée du Louvre).

La querelle des classiques et des romantiques ne fut pas seulement littéraire ; elle se produisit aussi dans l'art, et le parallélisme est remarquable entre les deux domaines, artistiques et littéraire.

### L'art Empire
Le romantisme littéraire s'était annoncé, au début du siècle, par le Génie du Christianisme (1802). Presque en même temps (1804), les Pestiférés de Jaffa de Gros avaient annoncé le romantisme artistique. Mais de part et d'autre ce n'avait été qu'un coup de clairon sans écho immédiat ; le vrai mouvement ne devait se produire que quinze ans plus tard, à un second appel. Dans l'intervalle, « l'art empire » de Pierre Guérin et de Gérard fut ce qu'était en littérature la poésie de Delille, des Fontanes et des Népomucène Lemercier. L'esthétique de David, érigée en pédagogie étroite et tracassière, porta dès le Consulat une estampille officielle, et l'art, comme la littérature, se plia de plus en plus au goût personnel de Napoléon.
D'abord domina le goût de l'art romain, et toute une génération s'appliqua à bâtir, à sculpter et à peindre dans le style de l'arc-de-triomphe de Septime Sévère et des bas-reliefs de la colonne Trajane.
Plus tard, quand le maître eut dressé l'aigle romaine au-dessus de toutes les nations de l'Europe, le champ de cet art déjà si restreint, se rétrécit encore, et l'art officiel emprunta tous ses thèmes au cycle impérial. De là ces allégories plus froides encore que celles de l'Ancien Régime, cette prodigalité d'attributs guerriers, ce goût du sec, du roide et du tendu qui, des proclamations de l'empereur, passa dans tous les motifs décoratifs. Tout est désormais aux trophées, aux casques et aux glaives, et jusque sur les lignes géométriques des lignes des meubles d'acajou, le cuivre doré métal tout militaire, reluit en sphinx, en obélisques et en pyramidions.

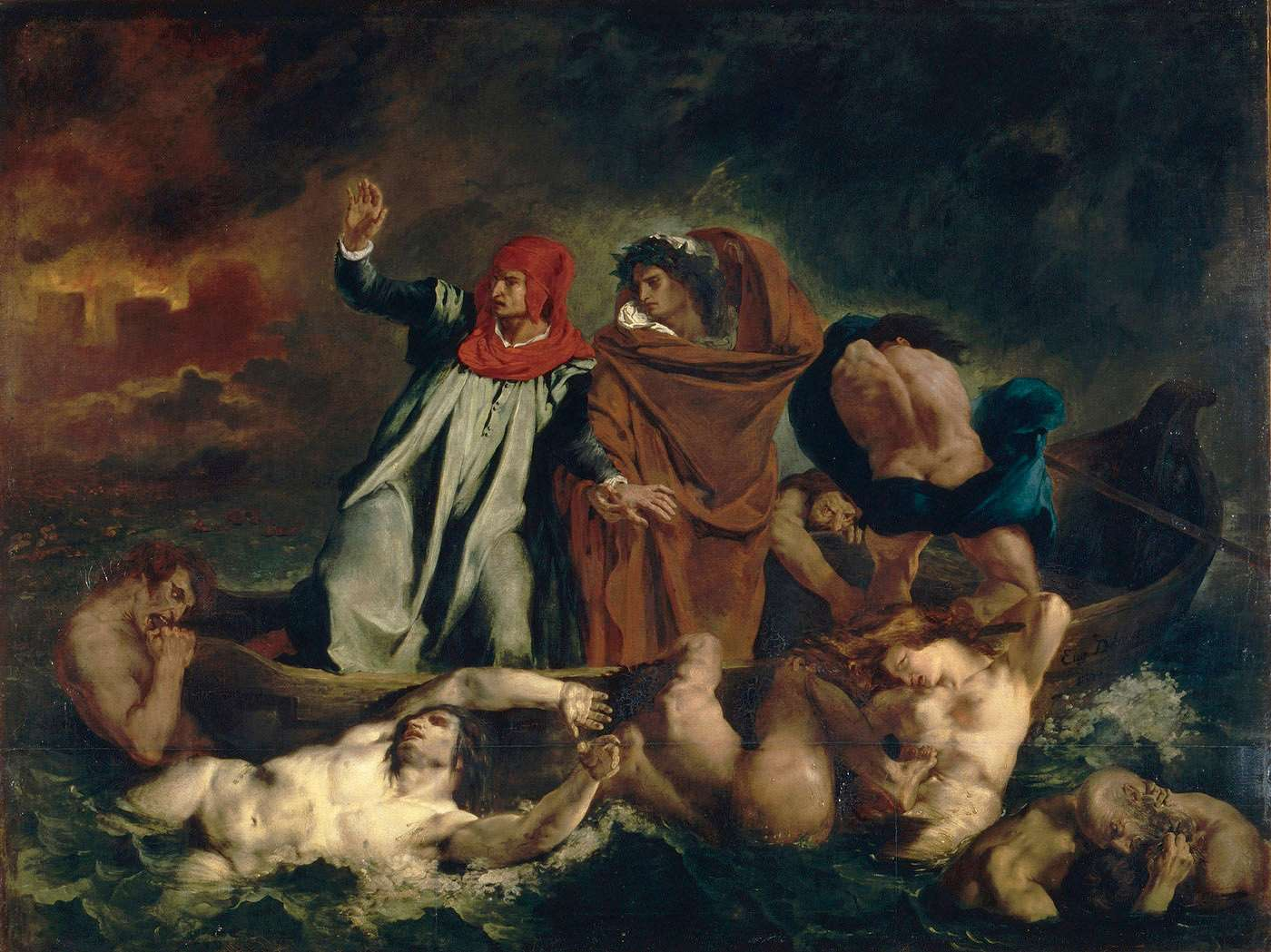
Delacroix : Dante et Virgile aux Enfers. Cette œuvre pleine de fougue, s'écartant de la façon la plus absolue de toutes les règles académiques, fit grand tapage au salon de 1822, où elle força l'admiration de la foule par la richesse prestigieuse de sa couleur (musée du Louvre).

### Signes avant-coureurs d'une transformation prochaine
Cependant l'art, comme la littérature, ne pouvait échapper à l'influence des souffles nouveaux. Parmi les élèves même de David, plus d'un essayait d'un mariage entre la forme antique et le sentiment moderne, entre le classique et le romantique ;

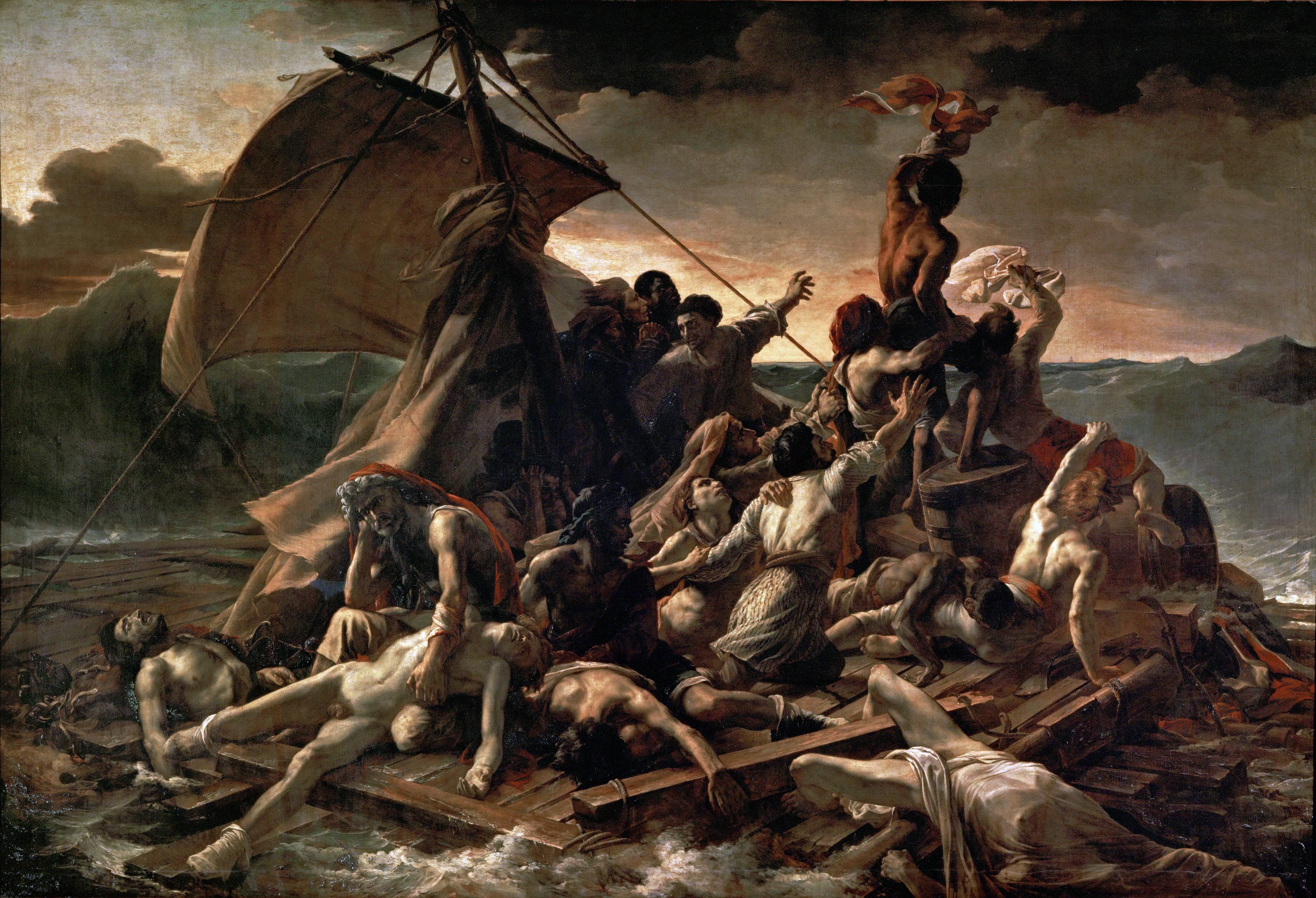
Géricault : Le Radeau de la Méduse (1819). Ce tableau représente la scène suprême de la perte du navire La Méduse sur le banc de l'île d'Argin, alors que les naufragés, après s'être construit un radeau et lancés en plein océan, aperçoivent au loin le navire sauveur. Pour cette peinture, d'un prodigieux effet dramatique et d'une rare vigueur de touche, Géricault s'inspira des détails que lui donnèrent Corréard et Savigny, deux survivants du drame (musée du Louvre).

tel Girodet dans ses Funérailles d'Atala (1808), tel surtout Prud'hon dans sa toile si dramatique de la Justice et la Vengeance divine poursuivant le crime (1808). Sombre énergie de la composition, gestes des personnages n'ayant rien de convenu ni d'attendu, subordination du drame d'action au drame de lumière, tout le romantisme était dans cette toile, suivie bientôt d'un Christ en croix de la plus poignante expression.

### La révolution romantique
L'exposition du Radeau de la Méduse de Géricault au salon de 1819 est le signal de l'assaut romantique contre les œuvres froides et compassées de « l'art héroïque ». Cette toile d'un jeune artiste, inconnu la veille, jette l'épouvante dans le camp classique. Les Académiciens sont aux abois. Derrière Géricault, ils sentent gronder une jeunesse batailleuse, rétive à la règle.
En 1822, en effet, Delacroix expose Dante et Virgile aux enfers, œuvre pleine de fougue et d'un coloris prestigieux, qui porte au comble la colère des classiques et affirme le succès de la peinture nouvelle. En vain, Géricault tombera-t-il à trente-trois ans, en 1824 ; Delacroix lui succède comme porte-drapeau de la nouvelle école, dont La Bataille de Nancy en est un excellent exemple.
Deux dates marquent les dernières et triomphales étapes, 1824 et 1827 :
Au salon de 1824, à côté du Massacre de Scio de Delacroix ; toile heurtée, brossée par quelque Némésis furieuse, la phalange des artistes novateurs s'annonçait brillante : Ary Scheffer avec un sujet national, La Mort de Gaston de Foix ; Eugène Devéria avec une Madone romantique ; Champmartin avec son Massacre des Innocents haut en couleur ; Léopold Robert avec cet Improvisateur napolitain qui semble inspiré de Corinne de Germaine de Staël.

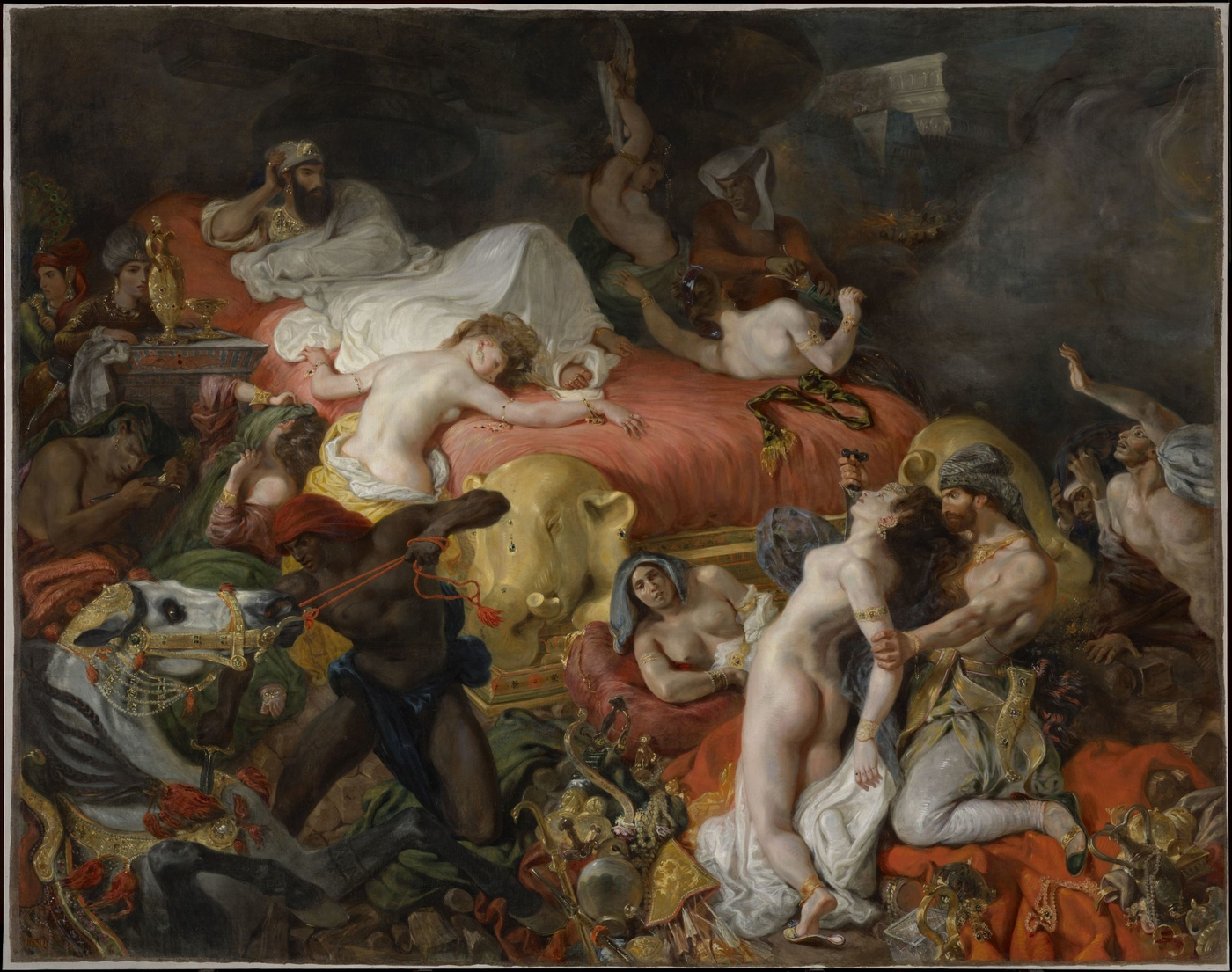
Delacroix : La Mort de Sardanapale. Cette toile exposée au salon de 1827, est l'une des premières grandes manifestations du romantisme. Le thème illustre la légende de ce roi assyrien qui, assiégé par les insurgés, fera égorger ses femmes et ses chevaux avant de se tuer (musée du Louvre).

En 1827, les vainqueurs achèvent d'écraser « la queue de David ». Delacroix expose son fulgurant Sardanapale, Louis Boulanger son Mazeppa, Ary Scheffer ses douloureuses Femmes souliotes, pendant que Decamps, en ses premières toiles exotiques, prélude à la conquête de l'Orient.
Par contre, il est vrai, l’Apothéose d'Homère d'Ingres figurait à ce même salon ; mais l'Apothéose révélait un Ingres inattendu, effleuré par l'art nouveau. Quant aux toiles des derniers classiques, les Wattelet et les Turpin de Crissé, la comparaison tournait à leur confusion.

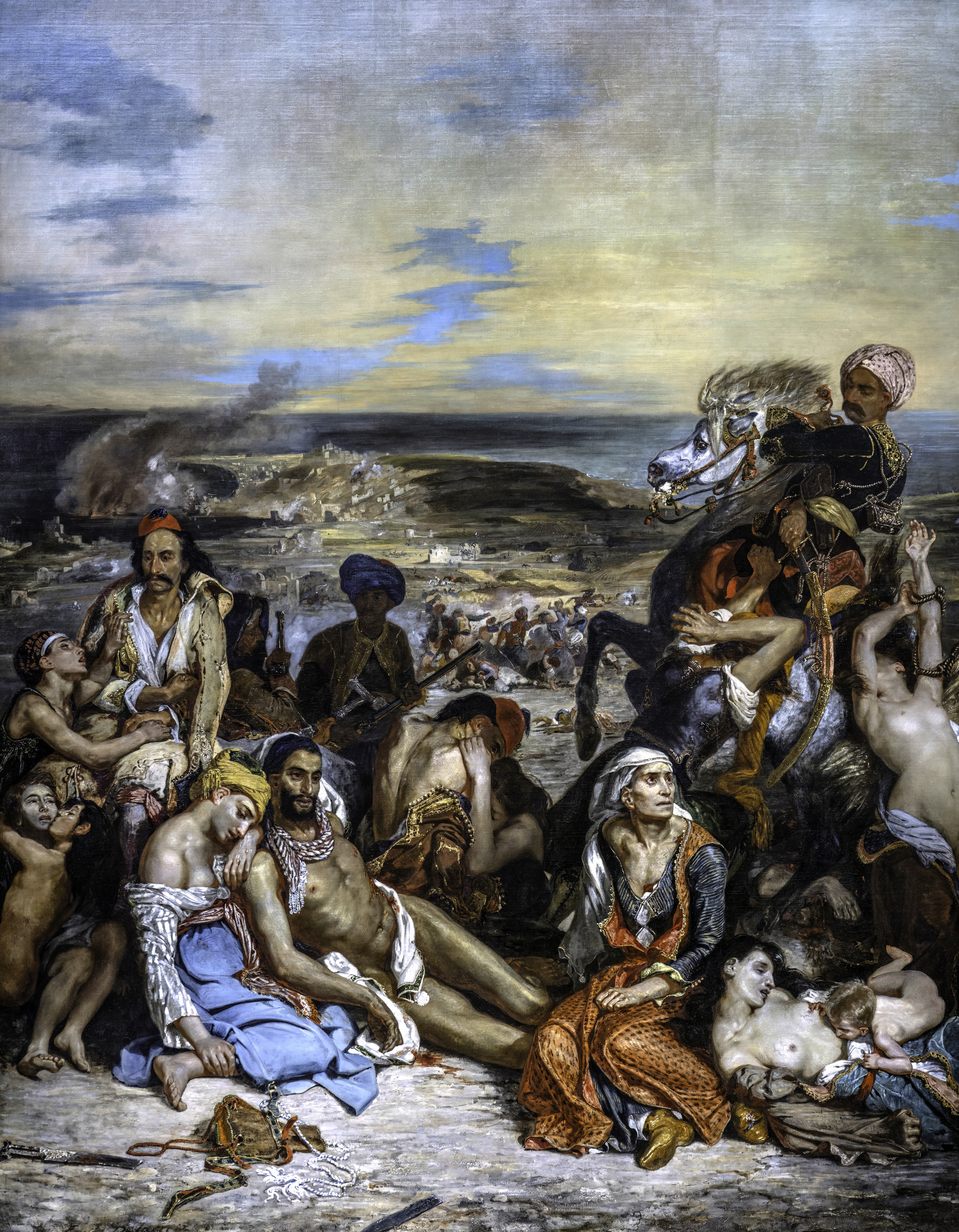
Delacroix : Le Massacre de Scio. Exposée au salon de 1824, cette toile porta à un tel comble la colère des classiques, que les portes du salon furent dès lors fermées à son auteur (musée du Louvre).

Ainsi la peinture romantique triomphait sur toute la ligne. En trois enjambées, elle était au but. Elle distançait la littérature, qui attendait encore son manifeste ; mais elle aidait à l'éclosion de ce manifeste, elle y préparait l'esprit public.

### Rapport de l'art romantique et de la littérature
L'art romantique, comme la littérature, prenait avant tout le contre-pied de l'art classique. Il était une réaction contre la formule d'art antérieure, et cette réaction était la conséquence logique de cet individualisme qui, brisant les moules étroits des anciennes doctrines, avait créé la pensée moderne. En art comme en littérature, il fallait bien reconnaître que les anciennes règles ne reposaient sur aucun fondement solide, et que le seul agent vital c'était la liberté. Et le romantisme artistique, comme le romantisme littéraire, proclamait que « tout ce qui a vie a droit ».
Pour la première fois, la vie naturelle grisait et enfiévrait l'art ; pour la première fois, l'art quittait la serre chaude de l'atelier pour vivre de l'atmosphère commune et respirer l'air du temps. En quête de rajeunissement, il s'adressait à tout ce qui pouvait lui infuser une sève nouvelle : à l'histoire, fraîchement exhumée ; à la nouvelle littérature, parée de son éclat étrange ; aux mondes fabuleux, réels ou imaginaires ; aux rêves de l'Orient, aux fictions germaniques.
La prose harmonieuse de Chateaubriand, ses visions exotiques, son Amérique, sa Germanie, ses bardes celtiques, son « christianisme de cloches », réveillent chez les artistes une âme qu'ils ne connaissaient pas, et qu'ils vont s'appliquer à traduire. Atala, René, le Génie du Christianisme, les Martyrs, sont pour Girodet et ses émules une mine inépuisable de thèmes artistiques.

Delacroix : Femmes d'Alger dans leur appartement (1834). Cette peinture orientaliste, réalisée au retour d'un voyage au Maghreb, s'oppose à l'Orient idéal des Odalisques d'Ingres (musée du Louvre).

De son côté, Mme de Staël découvre l'enthousiasme, l'installe en roi dans le domaine de l'esprit, et fait de l'exaltation le synonyme de l'inspiration. D'autre part, poussant à bout l'idée du Génie du Christianisme, elle invite nos artistes à se détourner de l'Antiquité pour chercher des sujets qui appartiennent à notre propre histoire ou à notre propre religion ; elle les jette dans la vie, les pousse vers l'Allemagne et l'Italie.

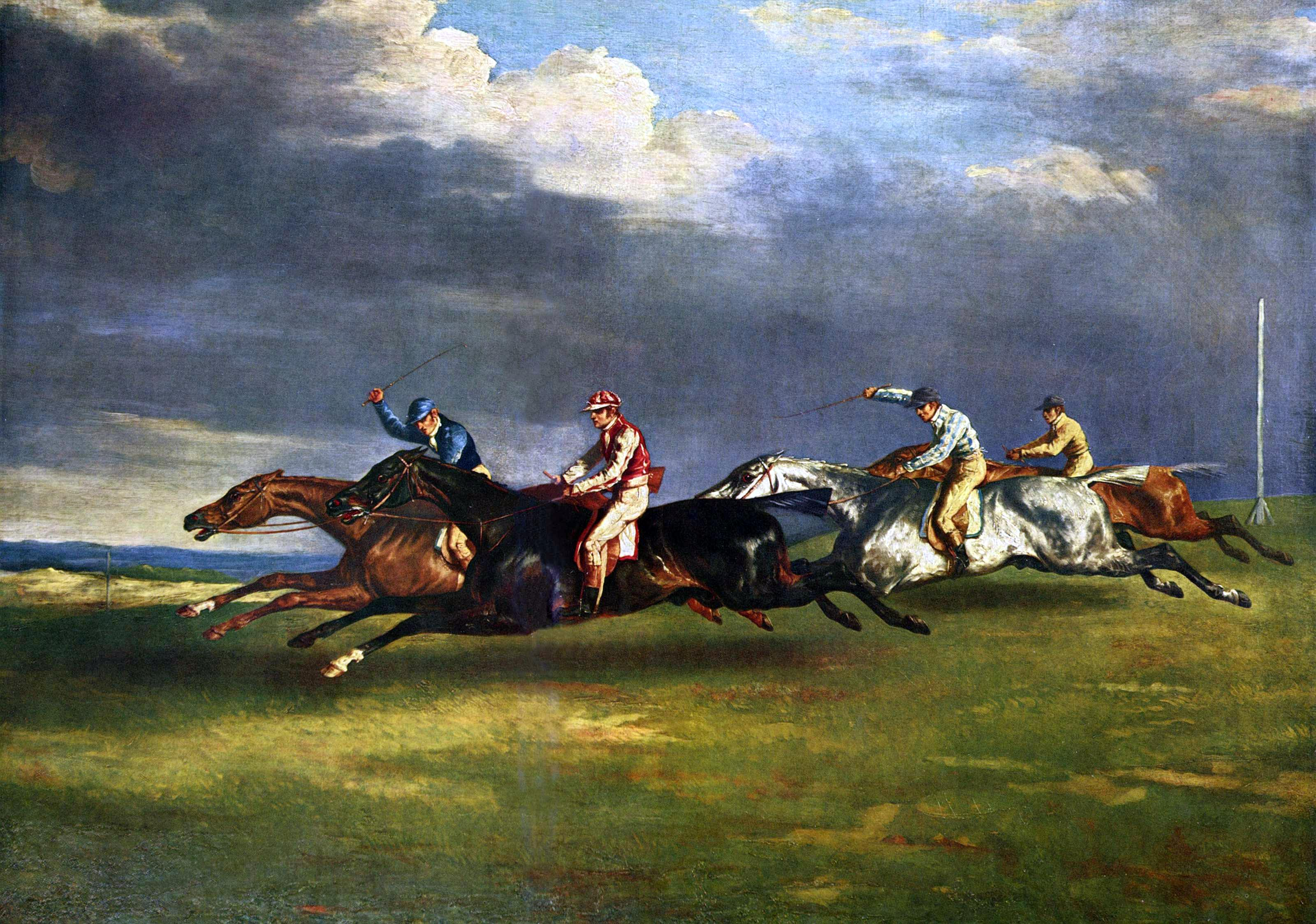
Géricault : Le Derby D'Epsom. Géricault aima toujours peindre les chevaux, comme son maître Carle Vernet. Le galop de ceux du Derby d'Epsom n'est peut-être pas tout à fait conforme à la réalité que la cinématographie nous permet d'analyser, mais il est d'un mouvement superbe (musée du Louvre).

Littérature et art ne font qu'un à cette époque, tant la cohésion est grande alors entre les diverses formes de la pensée, ce qui ne s'est pas vu chez nous depuis le Moyen Âge.
Victor Hugo, venu plus tard et lançant son manifeste lorsque Géricault et Delacroix ont déjà gagné la bataille décisive, assure les positions de l'art romantique en renforçant d'une autorité de doctrine les effets que les peintres avaient trouvés d'instinct, et scelle l'accord définitif de la littérature et de l'art sur le principe essentiel que tout ce qui est dans la nature est dans l'art.
À ces influences françaises s'ajoutent des influences étrangères. Faust, à peine traduit par Albert Stapfer, trouve en Delacroix un illustrateur magistral. Le même Delacroix puise à pleines mains dans Shakespeare, en compagnie de Chasseriau et de bien d'autres. Quant à Hoffmann, dont les Contes fantastiques ont halluciné toute une génération, son humour passe dans les frontispices grouillants de Nanteuil et dans les compositions de Gigoux et des Johannot.

### La querelle du dessin et de la couleur: Ingres et Delacroix
Le malheur de l'art romantique fut qu'il tomba vite de l'inspiration à la routine. Dès 1827, Jal, dans son compte rendu du Salon, pousse le cri d'alarme ; plus d'études, la peinture est lâchée, la composition molle, la science nulle ; « la couleur n'est pas plus, chez la majorité des novateurs, un sentiment intime, que le dessin ne l'était chez les élèves de l'école du style. »

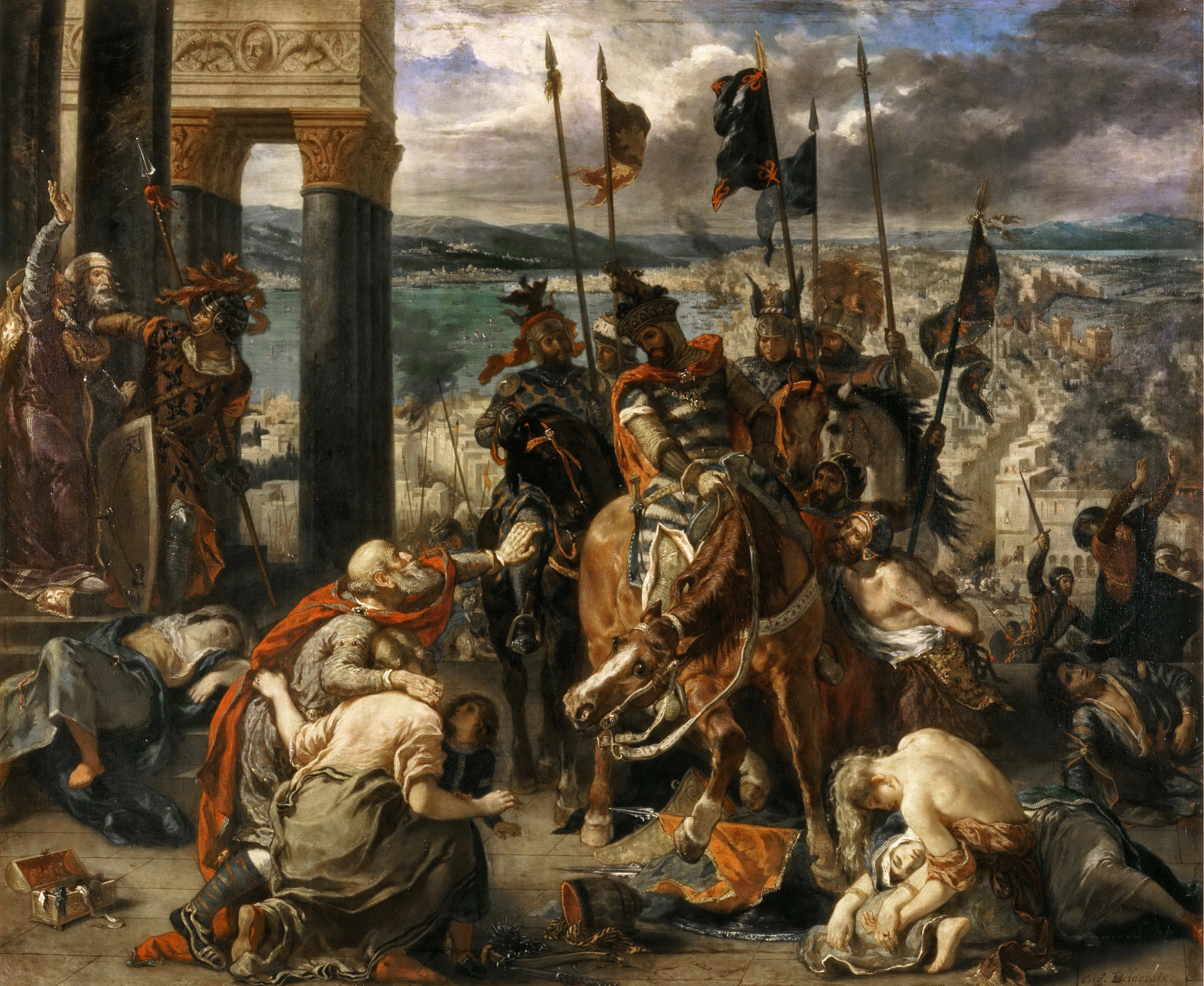
Delacroix : Prise de Constantinople par les Croisés. Tableau bien romantique par son inspiration moyenâgeuse, sa composition tourmentée, ses couleurs heurtées, son faste tragique (musée du Louvre).

Les artistes n'ont fait que changer de conventions ; ils en ont adopté seulement des plus faciles.
C'est alors que le relâchement des études suscite au romantisme l'utile adversaire qui va montrer la nécessité d'un solide enseignement. Ingres (1781-1867) se désignait pour ce rôle avec l' Apothéose d'Homère. « Cette œuvre rétablissait ouvertement dès 1827 tout ce que la nouvelle école affectait de mépriser. Ce n'était plus, il est vrai, la peinture davidienne en style de bas-relief, le faux grec, l'emphase académique ; c'était l'école romaine réintégrée comme exemple, Raphaël désigné comme le maître à suivre, les lois de la composition remises en vigueur, le dessin prôné comme l'âme de la peinture, la couleur traitée comme un accessoire, l'élévation du style et la pensée assignées comme le but suprême de l'art » (Rocheblave).

Ingres : L'Apothéose d'Homère. Par ce tableau, Ingres donnait une utile leçon aux peintres de la jeune école. Il tâchait de les ramener au culte du dessin et tentait de modérer une fougue parfois excessive par un retour vers la sérénité et l'idéalisme de l'art grec (musée du Louvre).

Alors éclate la fameuse querelle du dessin et de la couleur. L'art est-il dans le dessin ? Est-il dans la couleur ? La ligne est-elle plus expressive que l'effet ? Est-elle plus exacte ? C'est l'éternel dissentiment du dessinateur et du peintre, du froid observateur et du coloriste passionné. Sans essayer de le trancher ici, nous pouvons dire que la mésintelligence qui a séparé Ingres et Delacroix provient moins de la vérité ou de l'erreur des théories qu'ils soutiennent que de l'opposition de leurs tempéraments. L'un est froid, l'autre passionné ; l'un méthodique et réfléchi, l'autre enthousiaste et de premier mouvement ; l'un cherche la beauté pure, mais force de l'épurer il la glace ; l'autre ne cherche pas si loin, et s'il n'atteint pas la beauté majestueuse et sereine, il en fait briller le fulgurant éclair.
Et pendant trente ans se poursuit entre ces deux hommes une frappante antithèse, depuis l' Apothéose d'Homère opposée à la Prise de Constantinople par les Croisées, jusqu'à l' Apothéose de Napoléon et au Triomphe de la paix, exposés en même temps en 1854! Chacun d'eux réfléchit une des grandes faces de l'art. Toutefois, si l'on considère les œuvres plus que les idées, la puissance plus que la doctrine, nul doute : le dessinateur d' Œdipe devinant l'énigme du Sphinx et de la Source, avec toute sa science et toute sa précision, ne vaut pas le créateur incomparable que fut Delacroix. « Penseur profond, âme tourmentée, Delacroix est à lui seul le romantisme fait art. Du bout de son pinceau, il remue l'humanité jusqu'aux entrailles. Il a vraiment, seul en son temps, le don de magie, d'évocation à la Shakespeare, soit qu'il crée ces formes douloureuses, terribles, comme sa Médée, qui arrachaient à Victor Hugo ce cri : « Soyez fières, vous êtes irrésistiblement laides ! » soit qu'il écrive la légende des siècles à sa façon en des pages telles que la Bataille de Taillebourg (Rocheblave).

### La sculpture romantique

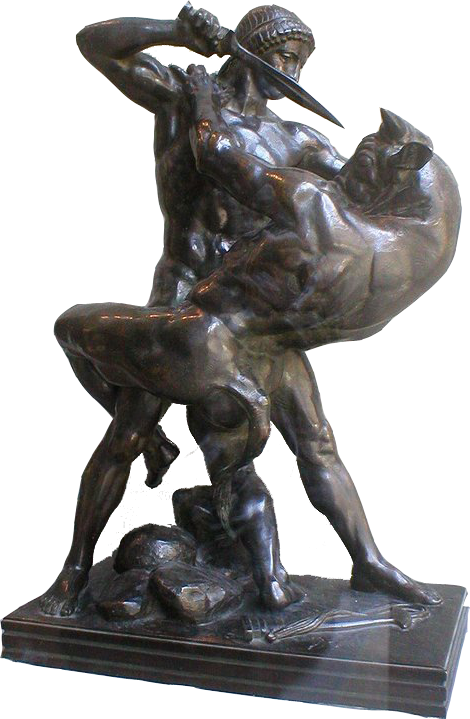
Barye : Thésée et le Minotaure. Barye donne à ses figures humaines inspirées des modèles grecs, tel ce groupe en bronze de Thésée et le Minotaure, une énergie et un mouvement propres à la vision romantique (musée du Louvre).

Tandis qu'en peinture la dispute s'élevait entre le dessin et la couleur, en sculpture la question se posait entre l'antique et le moderne. Nos sculpteurs aussi cherchaient un rajeunissement.

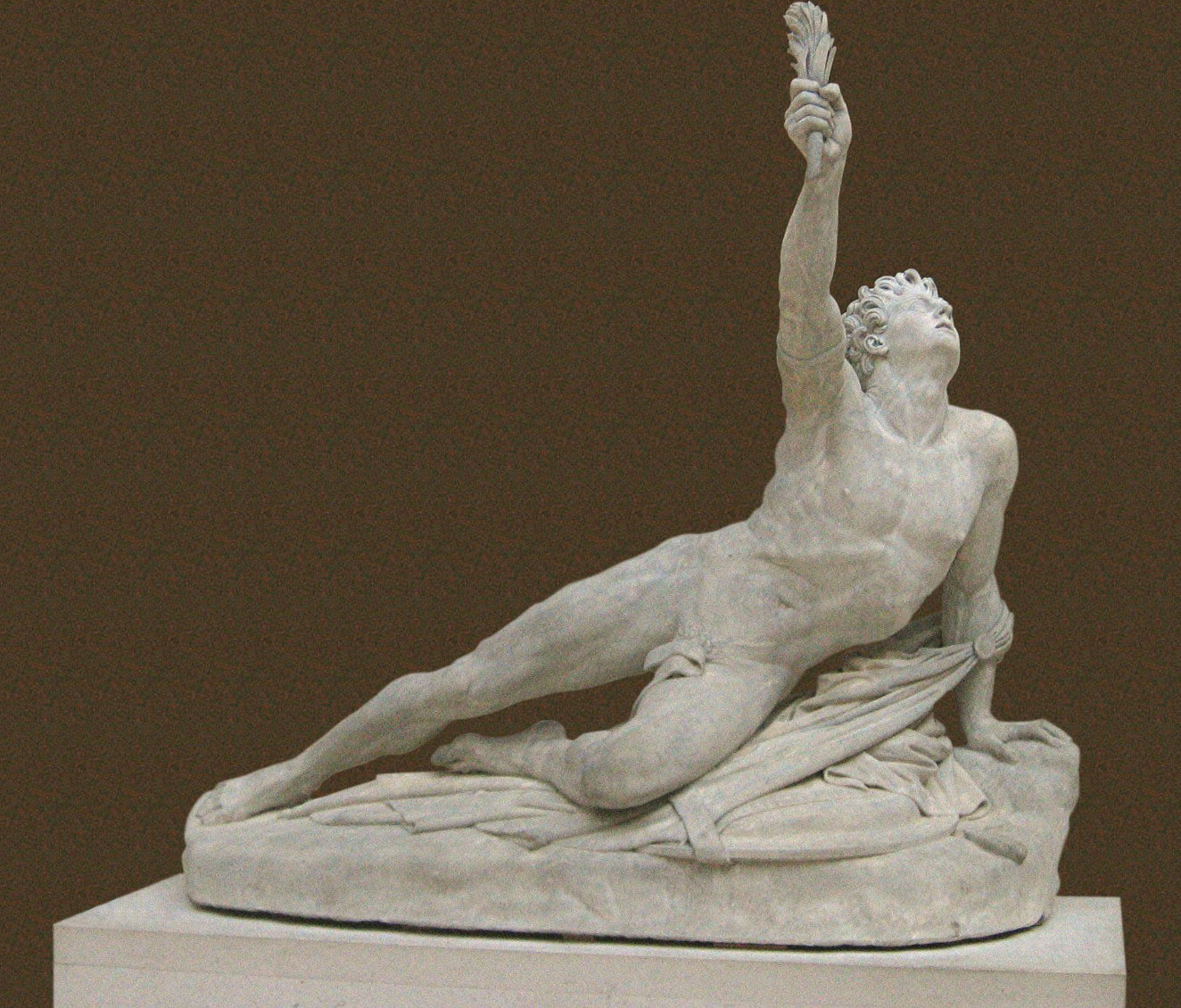
Jean-Pierre Cortot : le Coureur de Marathon. Le modèle en plâtre de ce coureur de Marathon fut présenté au Salon de 1822 (musée du Louvre).

Mais le romantisme en sculpture n'apparut qu'assez tard, vers 1830, et dura peu. Jusque-là les artistes, n'osant pas rompre avec le canon traditionnel, tentaient seulement d'accentuer le mouvement des lignes ou de leur donner plus de souplesse : le quadrige du Carrousel de Bossio, le Spartacus de Foyatier, le Coureur de Marathon de Cortot ne manifestent encore qu'un timide acheminement vers la liberté.
Les sculpteurs vraiment romantiques se trahissent à leurs sujets : la littérature moderne, le Moyen Âge et la Bible les fournissent presque tous. Jehan Du Seigneur expose en 1831 un Roland furieux nu et épileptique, et en 1833 un Quasimodo et Esméralda ; Étex donne en 1833 un Caïn hirsute, et une Françoise de Rimini ; Préault, le type du sculpteur romantique, au ciseau truculent, a des trouvailles funèbres, comme son célèbre Masque du silence, ou des effets shakespeariens comme l' Ophélie noyée du musée de Marseille ; Drouet[Lequel ?] sculpte en 1836 un Chactas curieux par la recherche des particularités ethniques ; la même année, Rude fait éclater sur l'Arc de Triomphe sa Marseillaise hurlant l'hymne de la liberté, sculpture frémissante de vie, une des plus grandes pages sculpturales du siècle ; en même temps, Barye crée une sculpture animale telle que n'en possède aucune nation.
Mais le sculpteur romantique, c'est David d'Angers (1788-1856) l'artiste exalté par Vigny, célébré par Hugo, et si étroitement uni au Cénacle qu'il a laissé en marbre l'effigie de tous ses membres. Romantique, il l'était de cœur et de tête, lui qui, dès le salon de 1824, livrait à côté de Delacroix le combat romantique avec sa Mort de Bonchamp, classique encore par le nu, mais romantique par l'accent et le geste ; lui qui dressait en marbre ou coulait en bronze Victor Hugo, Balzac, Gœthe, Géricault, Lamartine et Gautier.

### L'architecture romantique
L'architecture ne pouvait échapper entièrement aux influences qui avaient transformé la peinture et la sculpture. Dans ce domaine, plus rigide, et se prêtant moins à des transformations immédiates, le romantisme eut surtout pour effet de montrer la sécheresse et la stérilité de l'architecture académique, et d'amener la résurrection de l'architecture française du Moyen Âge, de l'art dit « gothique », qui est l'art le plus logique et le plus homogène que le monde ait connu depuis l'époque de Périclès. Ce qui n'était dans Notre-Dame de Paris qu'instinct poétique et admiration romanesque, se transforma en science, en doctrine féconde. Faisant de Notre-Dame un chantier où il reprenait pièce par pièce tous les rouages d'une cathédrale, Viollet-le-Duc démontrait que l'œuvre d'architecture est un organisme complet, qui doit s'adapter aux temps, aux lieux, aux mœurs, aux besoins, retrouvait les méthodes de nos vieux bâtisseurs, qui étaient la logique et la perfection mêmes, et inauguraient ce vaste mouvement de restauration qui permit à nos grandes cathédrales et à nos vieux châteaux de reprendre toute leur imposante beauté.

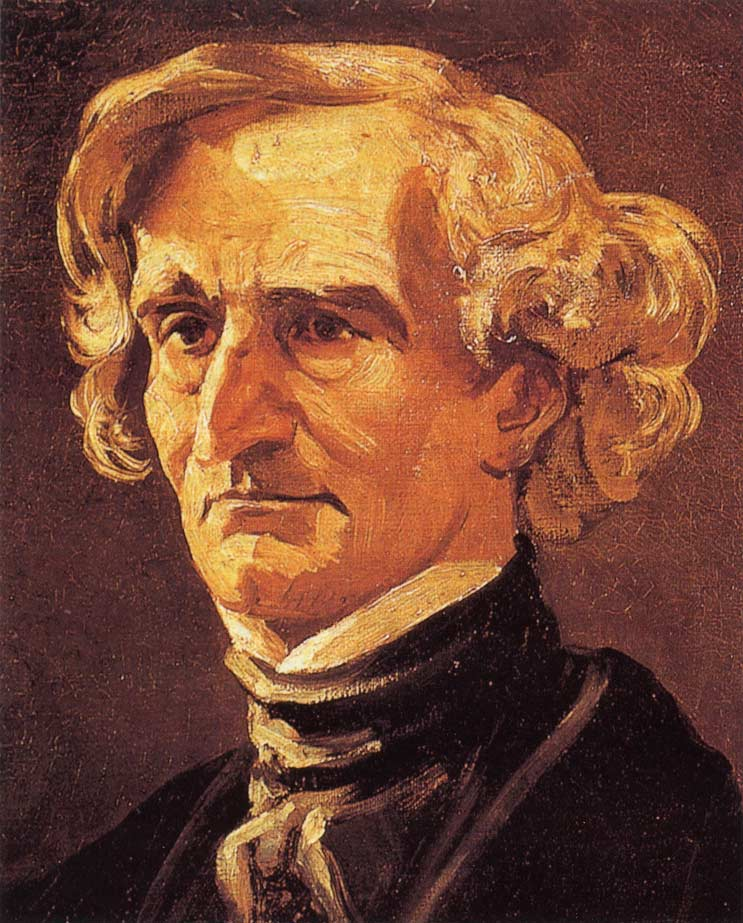
Hector Berlioz, l'auteur de la Symphonie fantastique, est l'une des plus grandes personnalités de la musique romantique. (portrait par Honoré Daumier).

### La musique romantique
En même temps qu'à nos peintres et à nos sculpteurs, Shakespeare, Gœthe, Schiller, Byron, Chateaubriand, Victor Hugo, ouvraient à nos musiciens des horizons nouveaux.
La musique italienne avait sombré par excès de virtuosité. Méhul et Cherubini avaient cessé de plaire. La querelle des Gluckistes et des Piccinnistes avait tourné au profit des Allemands et de leurs riches combinaisons harmoniques et instrumentales : Beethoven, au début du XIXe siècle, puis Weber et Schubert, étendaient à l'infini la puissance de la musique.
En France, cette musique nouvelle fut inaugurée par Berlioz (1803-1869), dont la Symphonie fantastique et La Damnation de Faust, aux riches sonorités, à l'orchestration brillante, aux rythmes tantôt doux et poétiques, tantôt fougueux et tourmentés, créèrent l'école symphonique française.
À l'étranger, le romantisme coïncidait avec l'émergence des musiques nationales, nourries par le folklore populaire : ainsi de Chopin et de Liszt, mais, plus tard encore, de Grieg et de Rachmaninov.

### Le ballet romantique

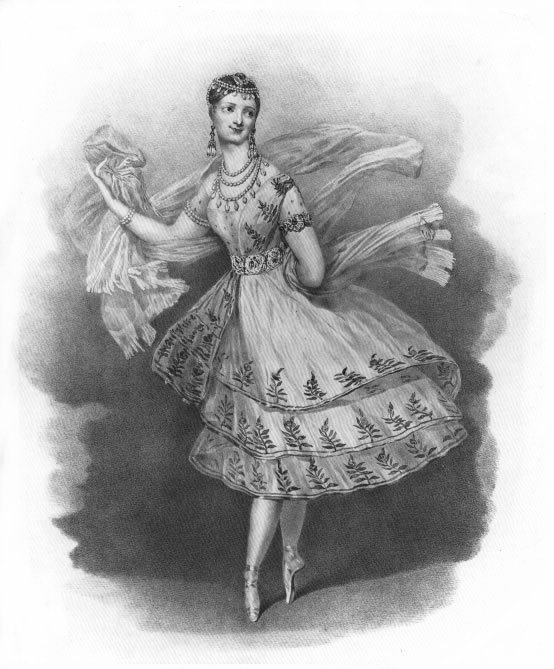
Marie Taglioni l'une des plus grandes ballerines de la période romantique.

La période romantique est caractérisée par de nombreuses innovations dans le monde du ballet :
La danseuse est maintenant montée sur des pointes qui allongent les lignes et transforment la démarche. Elle est vêtue d'un tutu blanc, d'un corsage étroit et porte une couronne de roses blanches dans les cheveux. La ballerine est légère, aérienne, surnaturelle et possède une grâce immatérielle. Le ballet blanc est né et des danseuses aussi célèbres que Carlotta Grisi, Marie Taglioni et Fanny Elssler envoûtent les spectateurs dans des œuvres immortelles telles que La Sylphide (1832) et Giselle (1841). Le ballet romantique trouvera un théoricien en la personne de Carlo Blasis qui écrira en 1830 son Manuel complet de la danse.
Le succès du ballet blanc sera pourtant relativement bref et, comme le courant littéraire qui l'a fait naître, il s'épuise rapidement vers le milieu du XIXe siècle.

### La transformation de l'art romantique

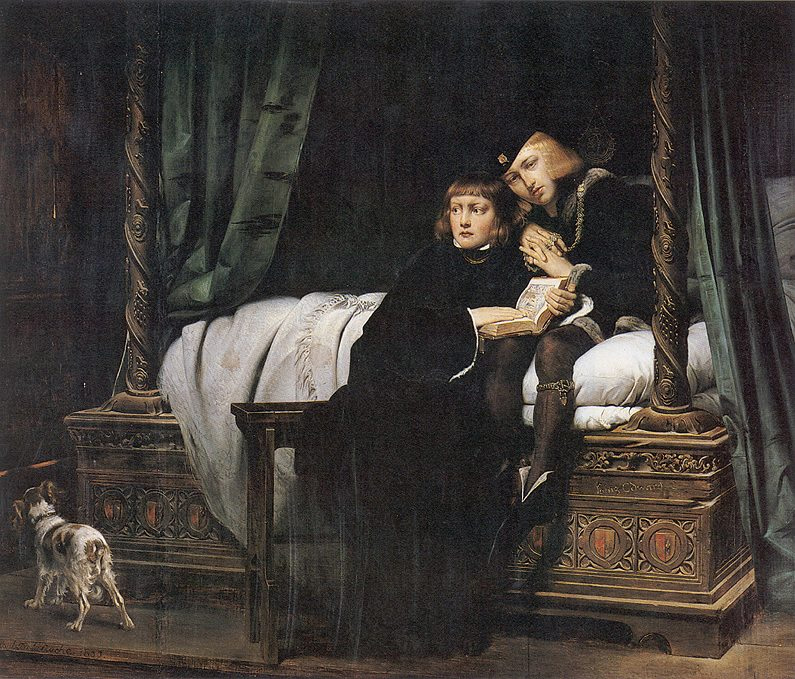
Paul Delaroche : Les Enfants d'Édouard IV (1830). Delaroche essaya un compromis entre la manière de Delacroix et celle d'Ingres, et voulut mettre un dessin précis sous une couleur chaude et pittoresque (musée du Louvre).

L'année 1836 marque un arrêt dans la fortune de l'art romantique : une Scène d'Hamlet de Delacroix est refusée au Salon. Appuyé sur l'Académie des Beaux-Arts, Ingres a fini par mettre la main sur le jury. D'ailleurs le romantisme artistique, parti plus tôt que le romantisme littéraire se décompose avant lui. C'est que, comme lui, le romantisme artistique était composé de plusieurs éléments, différents jusqu'à l'hostilité, et qui, agglutinés par rencontre, mais non fondus ensemble, devaient gagner chacun à s'isoler, à se détacher de la masse. Sens du passé, sens du présent, science, couleur, recherche du caractéristique, découverte de la nature « naturelle », amour de la « couleur locale », toutes ces trouvailles du romantisme en dissolution, vont créer en art des combinaisons nouvelles : art « juste milieu » de Paul Delaroche, orientalisme de Delacroix qui, hors d'école, poursuit son ascension d'un vol toujours croissant (Femmes d'Alger, Noce juive, Convulsionnaires de Tanger), naturisme de Théodore Rousseau, de Millet et de Corot, qui mènera au réalisme de Courbet et à l'impressionnisme de Manet.

## Source bibliographique
- Louis-Fernand Flutre, Encyclopédie par l'image : le romantisme, 1926, Hachette (ASIN B0000DP5H4)